# アイドルマスター シャイニーカラーズの楽曲一覧
- アイドルマスターシリーズ > THE IDOLM@STERの楽曲一覧 > アイドルマスター シャイニーカラーズの楽曲一覧
- アイドルマスターシリーズ > アイドルマスター シャイニーカラーズ > アイドルマスター シャイニーカラーズの楽曲一覧

アイドルマスター シャイニーカラーズの楽曲一覧（アイドルマスター シャイニーカラーズのがっきょくいちらん）は、メディアミックスプロジェクト『アイドルマスター』シリーズ内の、『アイドルマスター シャイニーカラーズ』より展開した作品にて作成、もしくはカバーされた楽曲の一覧である。なお、登場キャラクターの声優に関しては特に記述が無い限り、原作ゲーム準拠とする（ただし、三峰結華は途中で声優が変更されているため、別途に記載する）。

## CD収録曲

### 『BRILLI@NT WING』収録曲
Spread the Wings!!
作詞：こだまさおり、作曲・編曲：山口朗彦
『シャイニーカラーズ』テーマ曲。
収録作品
- アイドルマスター シャイニーカラーズ - 初期状態から使用可能
- アイドルマスター ポップリンクス - 初期状態から使用可能
- アイドルマスター スターリットシーズン - 初期状態から使用可能 歌：765PRO ALLSTARS・白瀬咲耶・小宮果穂・杜野凛世・大崎甘奈・大崎甜花・田中摩美々
- アイドルマスター シャイニーカラーズ Song for Prism - 初期状態から使用可能 歌：シャイニーカラーズ・天海春香・菊地真・四条貴音・如月千早・星井美希
- アイドルマスター ツアーズ - 初期状態から使用可能

収録CD
- THE IDOLM@STER SHINY COLORS BRILLI@NT WING 01 Spread the Wings!!
  - Spread the Wings!! 歌：シャイニーカラーズ

- THE IDOLM@STER SHINY COLORS BRILLI@NT WING 02 ヒカリのdestination
  - Spread the Wings!!（イルミネーションスターズ Ver.） 歌：イルミネーションスターズ

- THE IDOLM@STER SHINY COLORS BRILLI@NT WING 03 バベルシティ・グレイス
  - Spread the Wings!!（アンティーカ Ver.） 歌：アンティーカ

- THE IDOLM@STER SHINY COLORS BRILLI@NT WING 04 夢咲きAfter school
  - Spread the Wings!!（放課後クライマックスガールズ Ver.） 歌：放課後クライマックスガールズ

- THE IDOLM@STER SHINY COLORS BRILLI@NT WING 05 アルストロメリア
  - Spread the Wings!!（アルストロメリア Ver.） 歌：アルストロメリア

- THE IDOLM@STER SHINY COLORS FUTURITY SMILE
  - Spread the Wings!! -19 colors- 歌：シャイニーカラーズ

- THE IDOLM@STER STARLIT SEASON 01
  - Spread the Wings!! 歌：765PRO ALLSTARS・白瀬咲耶・小宮果穂・杜野凛世・大崎甘奈・大崎甜花・田中摩美々

- THE IDOLM@STER STARLIT SEASON 03
  - Spread the Wings!! 歌：双葉杏

- THE IDOLM@STER SHINY COLORS WING COLLECTION -A side-
  - Spread the Wings!! -25 colors- 歌：シャイニーカラーズ

- THE IDOLM@STER SHINY COLORS -28 colors- COLLECTION
  - Spread the Wings!! -28 colors- 歌：シャイニーカラーズ

Multicolored Sky
作詞：松井洋平、作曲・編曲：高田暁
収録作品
- アイドルマスター シャイニーカラーズ - アップデートで追加
- アイドルマスター ポップリンクス - アップデートで追加
- アイドルマスター スターリットシーズン - 初期状態から使用可能 歌：白瀬咲耶・小宮果穂・杜野凛世・大崎甘奈・大崎甜花・田中摩美々
- アイドルマスター シャイニーカラーズ Song for Prism - アップデートで追加

収録CD
- THE IDOLM@STER SHINY COLORS BRILLI@NT WING 01 Spread the Wings!!
  - Multicolored Sky 歌：シャイニーカラーズ

- THE IDOLM@STER SHINY COLORS SWEET♡STEP
  - Multicolored Sky -19 colors- 歌：シャイニーカラーズ

- THE IDOLM@STER STARLIT SEASON 02
  - Multicolored Sky 歌：白瀬咲耶・小宮果穂・杜野凛世・大崎甘奈・大崎甜花・田中摩美々

- THE IDOLM@STER SHINY COLORS WING COLLECTION -B side-
  - Multicolored Sky -25 colors- 歌：シャイニーカラーズ

- THE IDOLM@STER SHINY COLORS -28 colors- COLLECTION
  - Multicolored Sky -28 colors- 歌：シャイニーカラーズ

ヒカリのdestination
作詞：中村彼方、作曲・編曲：中野領太（onetrap）
収録作品
- アイドルマスター シャイニーカラーズ - 初期状態から使用可能
- アイドルマスター ポップリンクス - 初期状態から使用可能
  - アイドルマスター シャイニーカラーズ Song for Prism - 初期状態から使用可能

収録CD
- THE IDOLM@STER SHINY COLORS BRILLI@NT WING 02 ヒカリのdestination
  - ヒカリのdestination 歌：イルミネーションスターズ

- THE IDOLM@STER SHINY COLORS SOLO COLLECTION -1stLIVE FLY TO THE SHINY SKY-
  - ヒカリのdestination（櫻木真乃Ver.） 歌：櫻木真乃
  - ヒカリのdestination（風野灯織Ver.） 歌：風野灯織
  - ヒカリのdestination（八宮めぐるVer.） 歌：八宮めぐる

虹になれ
作詞：中村彼方、作曲・編曲：藤末樹
収録作品
- アイドルマスター シャイニーカラーズ - アップデートで追加

収録CD
- THE IDOLM@STER SHINY COLORS BRILLI@NT WING 02 ヒカリのdestination
  - 虹になれ 歌：イルミネーションスターズ

- THE IDOLM@STER SHINY COLORS SOLO COLLECTION -SUMMER PARTY 2019-
  - 虹になれ（櫻木真乃Ver.） 歌：櫻木真乃
  - 虹になれ（風野灯織Ver.） 歌：風野灯織
  - 虹になれ（八宮めぐるVer.） 歌：八宮めぐる

バベルシティ・グレイス
作詞：真崎エリカ、作曲・編曲：南田健吾（onetrap）
収録作品
- アイドルマスター シャイニーカラーズ - 初期状態から使用可能
- アイドルマスター ポップリンクス - アップデートで追加
- アイドルマスター シャイニーカラーズ Song for Prism - 初期状態から使用可能

収録CD
- THE IDOLM@STER SHINY COLORS BRILLI@NT WING 03 バベルシティ・グレイス
  - バベルシティ・グレイス 歌：アンティーカ

- THE IDOLM@STER SHINY COLORS WING COLLECTION -A side-
  - バベルシティ・グレイス（2023 Ver.） 歌：アンティーカ

- THE IDOLM@STER SHINY COLORS SOLO COLLECTION -1stLIVE FLY TO THE SHINY SKY-
  - バベルシティ・グレイス（月岡恋鐘Ver.） 歌：月岡恋鐘
  - バベルシティ・グレイス（田中摩美々Ver.） 歌：田中摩美々
  - バベルシティ・グレイス（白瀬咲耶Ver.） 歌：白瀬咲耶
  - バベルシティ・グレイス（三峰結華Ver.） 歌：三峰結華（成海瑠奈）
  - バベルシティ・グレイス（幽谷霧子Ver.） 歌：幽谷霧子

幻惑SILHOUETTE
作詞：真崎エリカ、作曲・編曲：no_my
収録作品
- アイドルマスター シャイニーカラーズ - アップデートで追加

収録CD
- THE IDOLM@STER SHINY COLORS BRILLI@NT WING 03 バベルシティ・グレイス
  - 幻惑SILHOUETTE 歌：アンティーカ

- THE IDOLM@STER SHINY COLORS WING COLLECTION -B side-
  - 幻惑SILHOUETTE（2023 Ver.） 歌：アンティーカ

- THE IDOLM@STER SHINY COLORS SOLO COLLECTION -SUMMER PARTY 2019-
  - 幻惑SILHOUETTE（月岡恋鐘Ver.） 歌：月岡恋鐘
  - 幻惑SILHOUETTE（田中摩美々Ver.） 歌：田中摩美々
  - 幻惑SILHOUETTE（白瀬咲耶Ver.） 歌：白瀬咲耶
  - 幻惑SILHOUETTE（三峰結華Ver.） 歌：三峰結華（成海瑠奈）
  - 幻惑SILHOUETTE（幽谷霧子Ver.） 歌：幽谷霧子

夢咲きAfter school
作詞：古屋真、作曲・編曲：南田健吾（onetrap）
収録作品
- アイドルマスター シャイニーカラーズ - 初期状態から使用可能
- アイドルマスター ポップリンクス - アップデートで追加
- アイドルマスター シャイニーカラーズ Song for Prism - 初期状態から使用可能

収録CD
- THE IDOLM@STER SHINY COLORS BRILLI@NT WING 04 夢咲きAfter school
  - 夢咲きAfter school 歌：放課後クライマックスガールズ

- THE IDOLM@STER SHINY COLORS SOLO COLLECTION -1stLIVE FLY TO THE SHINY SKY-
  - 夢咲きAfter school（小宮果穂Ver.） 歌：小宮果穂
  - 夢咲きAfter school（園田智代子Ver.） 歌：園田智代子
  - 夢咲きAfter school（西城樹里Ver.） 歌：西城樹里
  - 夢咲きAfter school（杜野凛世Ver.） 歌：杜野凛世
  - 夢咲きAfter school（有栖川夏葉Ver.） 歌：有栖川夏葉

太陽キッス
作詞：古屋真、作曲・編曲：no_my
収録作品
- アイドルマスター シャイニーカラーズ - アップデートで追加
- アイドルマスター シャイニーカラーズ Song for Prism - アップデートで追加

収録CD
- THE IDOLM@STER SHINY COLORS BRILLI@NT WING 04 夢咲きAfter School!
  - 太陽キッス 歌：放課後クライマックスガールズ

- THE IDOLM@STER SHINY COLORS SOLO COLLECTION -SUMMER PARTY 2019-
  - 太陽キッス（小宮果穂Ver.） 歌：小宮果穂
  - 太陽キッス（園田智代子Ver.） 歌：園田智代子
  - 太陽キッス（西城樹里Ver.） 歌：西城樹里
  - 太陽キッス（杜野凛世Ver.） 歌：杜野凛世
  - 太陽キッス（有栖川夏葉Ver.） 歌：有栖川夏葉

アルストロメリア
作詞：鈴木静那、作曲・編曲：森本貴大
収録作品
- アイドルマスター シャイニーカラーズ - 初期状態から使用可能
- アイドルマスター ポップリンクス - 初期状態から使用可能
- アイドルマスター シャイニーカラーズ Song for Prism - 初期状態から使用可能

収録CD
- THE IDOLM@STER SHINY COLORS BRILLI@NT WING 05 アルストロメリア
  - アルストロメリア 歌：アルストロメリア

- THE IDOLM@STER SHINY COLORS SOLO COLLECTION -1stLIVE FLY TO THE SHINY SKY-
  - アルストロメリア（大崎甘奈Ver.） 歌：大崎甘奈
  - アルストロメリア（大崎甜花Ver.） 歌：大崎甜花
  - アルストロメリア（桑山千雪Ver.） 歌：桑山千雪

ハピリリ
作詞：鈴木静那、作曲・編曲：SHOW（Digz, Inc. Group）
収録作品
- アイドルマスター シャイニーカラーズ - アップデートで追加

収録CD
- THE IDOLM@STER SHINY COLORS BRILLI@NT WING 05 アルストロメリア
  - ハピリリ 歌：アルストロメリア

- THE IDOLM@STER SHINY COLORS SOLO COLLECTION -SUMMER PARTY 2019-
  - ハピリリ（大崎甘奈Ver.） 歌：大崎甘奈
  - ハピリリ（大崎甜花Ver.） 歌：大崎甜花
  - ハピリリ（桑山千雪Ver.） 歌：桑山千雪

### 『SE@SONAL WINTER』収録曲
SNOW FLAKES MEMORIES
作詞：松井洋平、作曲・編曲：中野領太（onetrap）
収録作品
- アイドルマスター シャイニーカラーズ - アップデートで追加
- アイドルマスター ポップリンクス - アップデートで追加

収録CD
- THE IDOLM@STER SHINY COLORS SE@SONAL WINTER
  - SNOW FLAKES MEMORIES 歌：シャイニーカラーズ

- THE IDOLM@STER SHINY COLORS WING COLLECTION -A side-
  - SNOW FLAKES MEMORIES -25 colors- 歌：シャイニーカラーズ

- THE IDOLM@STER SHINY COLORS -28 colors- COLLECTION
  - SNOW FLAKES MEMORIES -28 colors- 歌：シャイニーカラーズ

- THE IDOLM@STER SHINY COLORS SOLO COLLECTION -MUSIC DAWN-
  - SNOW FLAKES MEMORIES（櫻木真乃Ver.） 歌：櫻木真乃
  - SNOW FLAKES MEMORIES（風野灯織Ver.） 歌：風野灯織
  - SNOW FLAKES MEMORIES（八宮めぐるVer.） 歌：八宮めぐる
  - SNOW FLAKES MEMORIES（月岡恋鐘Ver.） 歌：月岡恋鐘
  - SNOW FLAKES MEMORIES（田中摩美々Ver.） 歌：田中摩美々
  - SNOW FLAKES MEMORIES（白瀬咲耶Ver.） 歌：白瀬咲耶
  - SNOW FLAKES MEMORIES（三峰結華Ver.） 歌：三峰結華（成海瑠奈）
  - SNOW FLAKES MEMORIES（幽谷霧子Ver.） 歌：幽谷霧子
  - SNOW FLAKES MEMORIES（小宮果穂Ver.） 歌：小宮果穂
  - SNOW FLAKES MEMORIES（園田智代子Ver.） 歌：園田智代子
  - SNOW FLAKES MEMORIES（西城樹里Ver.） 歌：西城樹里
  - SNOW FLAKES MEMORIES（杜野凛世Ver.） 歌：杜野凛世
  - SNOW FLAKES MEMORIES（有栖川夏葉Ver.） 歌：有栖川夏葉
  - SNOW FLAKES MEMORIES（大崎甘奈Ver.） 歌：大崎甘奈
  - SNOW FLAKES MEMORIES（大崎甜花Ver.） 歌：大崎甜花
  - SNOW FLAKES MEMORIES（桑山千雪Ver.） 歌：桑山千雪

- THE iDOLM@STER SHINY COLORS SOLO COLLECTION -Beyond the Blue sky part.2-
  - SNOW FLAKES MEMORIES（芹沢あさひVer.） 歌：芹沢あさひ
  - SNOW FLAKES MEMORIES（黛冬優子Ver.） 歌：黛冬優子
  - SNOW FLAKES MEMORIES（和泉愛依Ver.） 歌：和泉愛依
  - SNOW FLAKES MEMORIES（浅倉透Ver.） 歌：浅倉透
  - SNOW FLAKES MEMORIES（樋口円香Ver.） 歌：樋口円香
  - SNOW FLAKES MEMORIES（福丸小糸Ver.） 歌：福丸小糸
  - SNOW FLAKES MEMORIES（市川雛菜Ver.） 歌：市川雛菜
  - SNOW FLAKES MEMORIES（七草にちかVer.） 歌：七草にちか
  - SNOW FLAKES MEMORIES（緋田美琴Ver.） 歌：緋田美琴
  - SNOW FLAKES MEMORIES（斑鳩ルカVer.） 歌：斑鳩ルカ
  - SNOW FLAKES MEMORIES（鈴木羽那Ver.） 歌：鈴木羽那
  - SNOW FLAKES MEMORIES（郁田はるきVer.） 歌：郁田はるき
  - SNOW FLAKES MEMORIES（三峰結華Ver.） 歌：三峰結華（希水しお）

Let's get a chance
作詞・作曲：渡辺拓也、編曲：住谷翔平
収録作品
- アイドルマスター シャイニーカラーズ - アップデートで追加
- アイドルマスター ポップリンクス - アップデートで追加

収録CD
- THE IDOLM@STER SHINY COLORS SE@SONAL WINTER
  - Let's get a chance 歌：シャイニーカラーズ

- THE IDOLM@STER SHINY COLORS WING COLLECTION -A side-
  - Let's get a chance -25 colors- 歌：シャイニーカラーズ

- THE IDOLM@STER SHINY COLORS -28 colors- COLLECTION
  - Let's get a chance -28 colors- 歌：シャイニーカラーズ

- THE IDOLM@STER SHINY COLORS SOLO COLLECTION -M@STERS OF IDOL WORLD!!!!! 2023-
  - Let's get a chance（櫻木真乃Ver.） 歌：櫻木真乃
  - Let's get a chance（風野灯織Ver.） 歌：風野灯織
  - Let's get a chance（八宮めぐるVer.） 歌：八宮めぐる
  - Let's get a chance（月岡恋鐘Ver.） 歌：月岡恋鐘
  - Let's get a chance（田中摩美々Ver.） 歌：田中摩美々
  - Let's get a chance（白瀬咲耶Ver.） 歌：白瀬咲耶
  - Let's get a chance（三峰結華Ver.） 歌：三峰結華（希水しお）
  - Let's get a chance（幽谷霧子Ver.） 歌：幽谷霧子
  - Let's get a chance（小宮果穂Ver.） 歌：小宮果穂
  - Let's get a chance（園田智代子Ver.） 歌：園田智代子
  - Let's get a chance（西城樹里Ver.） 歌：西城樹里
  - Let's get a chance（杜野凛世Ver.） 歌：杜野凛世
  - Let's get a chance（有栖川夏葉Ver.） 歌：有栖川夏葉
  - Let's get a chance（大崎甘奈Ver.） 歌：大崎甘奈
  - Let's get a chance（大崎甜花Ver.） 歌：大崎甜花
  - Let's get a chance（桑山千雪Ver.） 歌：桑山千雪
  - Let's get a chance（芹沢あさひVer.） 歌：芹沢あさひ
  - Let's get a chance（黛冬優子Ver.） 歌：黛冬優子
  - Let's get a chance（和泉愛依Ver.） 歌：和泉愛依
  - Let's get a chance（浅倉透Ver.） 歌：浅倉透
  - Let's get a chance（樋口円香Ver.） 歌：樋口円香
  - Let's get a chance（福丸小糸Ver.） 歌：福丸小糸
  - Let's get a chance（市川雛菜Ver.） 歌：市川雛菜
  - Let's get a chance（七草にちかVer.） 歌：七草にちか
  - Let's get a chance（緋田美琴Ver.） 歌：緋田美琴

- THE iDOLM@STER SHINY COLORS SOLO COLLECTION -Beyond the Blue sky part.2-
  - Let's get a chance（斑鳩ルカVer.） 歌：斑鳩ルカ
  - Let's get a chance（鈴木羽那Ver.） 歌：鈴木羽那
  - Let's get a chance（郁田はるきVer.） 歌：郁田はるき

### 『FR@GMENT WING』収録曲
Ambitious Eve
作詞：真崎エリカ、作曲：山田智和、編曲：住谷翔平
収録作品
- アイドルマスター シャイニーカラーズ - アップデートで追加
- アイドルマスター ポップリンクス - 初期状態から使用可能
- アイドルマスター スターリットシーズン - 初期状態から使用可能 歌：白瀬咲耶・小宮果穂・杜野凛世・大崎甘奈・大崎甜花・田中摩美々
- アイドルマスター シャイニーカラーズ Song for Prism - アップデートで追加

収録CD
- THE IDOLM@STER SHINY COLORS FR@GMENT WING 01
  - Ambitious Eve 歌：シャイニーカラーズ

- THE IDOLM@STER SHINY COLORS FR@GMENT WING 02
  - Ambitious Eve（イルミネーションスターズ Ver.） 歌：イルミネーションスターズ

- THE IDOLM@STER SHINY COLORS FR@GMENT WING 03
  - Ambitious Eve（アンティーカ Ver.） 歌：アンティーカ

- THE IDOLM@STER SHINY COLORS FR@GMENT WING 04
  - Ambitious Eve（放課後クライマックスガールズ Ver.） 歌：放課後クライマックスガールズ

- THE IDOLM@STER SHINY COLORS FR@GMENT WING 05
  - Ambitious Eve（アルストロメリア Ver.） 歌：アルストロメリア

- THE IDOLM@STER SHINY COLORS FR@GMENT WING 06
  - Ambitious Eve（ストレイライト Ver.） 歌：ストレイライト

- THE IDOLM@STER STARLIT SEASON 03
  - Ambitious Eve 歌：白瀬咲耶・小宮果穂・杜野凛世・大崎甘奈・大崎甜花・田中摩美々

- THE IDOLM@STER SHINY COLORS WING COLLECTION -A side-
  - Ambitious Eve -25 colors- 歌：シャイニーカラーズ

- THE IDOLM@STER SHINY COLORS -28 colors- COLLECTION
  - Ambitious Eve -28 colors- 歌：シャイニーカラーズ

いつか Shiny Days
作詞：鈴木静那、作曲：山田智和、編曲：長谷川智樹
収録作品
- アイドルマスター シャイニーカラーズ - アップデートで追加
- アイドルマスター シャイニーカラーズ Song for Prism - アップデートで追加

収録CD
- THE IDOLM@STER SHINY COLORS FR@GMENT WING 01
  - いつか Shiny Days 歌：シャイニーカラーズ

- THE IDOLM@STER SHINY COLORS WING COLLECTION -B side-
  - いつか Shiny Days -25 colors- 歌：シャイニーカラーズ

- THE IDOLM@STER SHINY COLORS -28 colors- COLLECTION
  - いつか Shiny Days -28 colors- 歌：シャイニーカラーズ

We can go now!
作詞：中村彼方、作曲・編曲：大西克巳
収録作品
- アイドルマスター シャイニーカラーズ - アップデートで追加
- アイドルマスター ポップリンクス - アップデートで追加
- アイドルマスター シャイニーカラーズ Song for Prism - アップデートで追加

収録CD
- THE IDOLM@STER SHINY COLORS FR@GMENT WING 02
  - We can go now! 歌：イルミネーションスターズ

- THE IDOLM@STER SHINY COLORS SOLO COLLECTION -SPRING PARTY 2020-
  - We can go now!（櫻木真乃Ver.） 歌：櫻木真乃
  - We can go now!（風野灯織Ver.） 歌：風野灯織
  - We can go now!（八宮めぐるVer.） 歌：八宮めぐる

トライアングル
作詞：中村彼方、作曲：Giz'Mo（from Jam9）・ArmySlick、編曲：ArmySlick
収録作品
- アイドルマスター シャイニーカラーズ - アップデートで追加

収録CD
- THE IDOLM@STER SHINY COLORS FR@GMENT WING 02
  - トライアングル 歌：イルミネーションスターズ

- THE IDOLM@STER SHINY COLORS SOLO COLLECTION -2ndLIVE STEP INTO THE SUNSET SKY-
  - トライアングル（櫻木真乃Ver.） 歌：櫻木真乃
  - トライアングル（風野灯織Ver.） 歌：風野灯織
  - トライアングル（八宮めぐるVer.） 歌：八宮めぐる

NEO THEORY FANTASY
作詞：真崎エリカ、作曲：鍋谷卓摩（luxis）、編曲：遠藤ナオキ（HOVERBOARD,Inc.）
収録作品
- アイドルマスター シャイニーカラーズ - アップデートで追加
- アイドルマスター ポップリンクス - アップデートで追加
- アイドルマスター シャイニーカラーズ Song for Prism - アップデートで追加

収録CD
- THE IDOLM@STER SHINY COLORS FR@GMENT WING 03
  - NEO THEORY FANTASY 歌：アンティーカ

- THE IDOLM@STER SHINY COLORS WING COLLECTION -A side-
  - NEO THEORY FANTASY（2023 Ver.） 歌：アンティーカ

- THE IDOLM@STER SHINY COLORS SOLO COLLECTION -SPRING PARTY 2020-
  - NEO THEORY FANTASY（月岡恋鐘Ver.） 歌：月岡恋鐘
  - NEO THEORY FANTASY（田中摩美々Ver.） 歌：田中摩美々
  - NEO THEORY FANTASY（白瀬咲耶Ver.） 歌：白瀬咲耶
  - NEO THEORY FANTASY（三峰結華Ver.） 歌：三峰結華（成海瑠奈）
  - NEO THEORY FANTASY（幽谷霧子Ver.） 歌：幽谷霧子

ラビリンス・レジスタンス
作詞：真崎エリカ、作曲：家原正樹・Lauren Kaori、編曲：家原正樹
収録作品
- アイドルマスター シャイニーカラーズ - アップデートで追加

収録CD
- THE IDOLM@STER SHINY COLORS FR@GMENT WING 03
  - ラビリンス・レジスタンス 歌：アンティーカ

- THE IDOLM@STER SHINY COLORS WING COLLECTION -B side-
  - ラビリンス・レジスタンス（2023 Ver.） 歌：アンティーカ

- THE IDOLM@STER SHINY COLORS SOLO COLLECTION -2ndLIVE STEP INTO THE SUNSET SKY-
  - ラビリンス・レジスタンス（月岡恋鐘Ver.） 歌：月岡恋鐘
  - ラビリンス・レジスタンス（田中摩美々Ver.） 歌：田中摩美々
  - ラビリンス・レジスタンス（白瀬咲耶Ver.） 歌：白瀬咲耶
  - ラビリンス・レジスタンス（三峰結華Ver.） 歌：三峰結華（成海瑠奈）
  - ラビリンス・レジスタンス（幽谷霧子Ver.） 歌：幽谷霧子

ビーチブレイバー
作詞：古屋真、作曲：GAKU、編曲：渡辺徹
収録作品
- アイドルマスター シャイニーカラーズ - アップデートで追加
- アイドルマスター シャイニーカラーズ Song for Prism - アップデートで追加

収録CD
- THE IDOLM@STER SHINY COLORS FR@GMENT WING 04
  - ビーチブレイバー 歌：放課後クライマックスガールズ

- THE IDOLM@STER SHINY COLORS SOLO COLLECTION -SPRING PARTY 2020-
  - ビーチブレイバー（小宮果穂Ver.） 歌：小宮果穂
  - ビーチブレイバー（園田智代子Ver.） 歌：園田智代子
  - ビーチブレイバー（西城樹里Ver.） 歌：西城樹里
  - ビーチブレイバー（杜野凛世Ver.） 歌：杜野凛世
  - ビーチブレイバー（有栖川夏葉Ver.） 歌：有栖川夏葉

よりみちサンセット
作詞：古屋真、作曲：小久保祐希・YUU for YOU　編曲：YUU for YOU
収録作品
- アイドルマスター シャイニーカラーズ - アップデートで追加

収録CD
- THE IDOLM@STER SHINY COLORS FR@GMENT WING 04
  - よりみちサンセット 歌：放課後クライマックスガールズ

- THE IDOLM@STER SHINY COLORS SOLO COLLECTION -2ndLIVE STEP INTO THE SUNSET SKY-
  - よりみちサンセット（小宮果穂Ver.） 歌：小宮果穂
  - よりみちサンセット（園田智代子Ver.） 歌：園田智代子
  - よりみちサンセット（西城樹里Ver.） 歌：西城樹里
  - よりみちサンセット（杜野凛世Ver.） 歌：杜野凛世
  - よりみちサンセット（有栖川夏葉Ver.） 歌：有栖川夏葉

Bloomy!
作詞：鈴木静那、作曲：北ノ原凉（onetrap）、編曲：伊藤立（onetrap）
収録作品
- アイドルマスター シャイニーカラーズ - アップデートで追加
- アイドルマスター ポップリンクス - アップデートで追加
- アイドルマスター シャイニーカラーズ Song for Prism - アップデートで追加

収録CD
- THE IDOLM@STER SHINY COLORS FR@GMENT WING 05
  - Bloomy! 歌：アルストロメリア

- THE IDOLM@STER SHINY COLORS SOLO COLLECTION -SPRING PARTY 2020-
  - Bloomy!（大崎甘奈Ver.） 歌：大崎甘奈
  - Bloomy!（大崎甜花Ver.） 歌：大崎甜花
  - Bloomy!（桑山千雪Ver.） 歌：桑山千雪

Love Addiction
作詞：鈴木静那、作曲：家原正樹・Jam9、編曲：家原正樹、弦管編曲：森悠也
収録作品
- アイドルマスター シャイニーカラーズ - アップデートで追加

収録CD
- THE IDOLM@STER SHINY COLORS BRILLI@NT WING 05 アルストロメリア
  - Love Addiction 歌：アルストロメリア

- THE IDOLM@STER SHINY COLORS SOLO COLLECTION -2ndLIVE STEP INTO THE SUNSET SKY-
  - Love Addiction（大崎甘奈Ver.） 歌：大崎甘奈
  - Love Addiction（大崎甜花Ver.） 歌：大崎甜花
  - Love Addiction（桑山千雪Ver.） 歌：桑山千雪

Wandering Dream Chaser
作詞：下地悠、作曲：小久保祐希・YUU for YOU、編曲：YUU for YOU
収録作品
- アイドルマスター シャイニーカラーズ - アップデートで追加
- アイドルマスター ポップリンクス - アップデートで追加
- アイドルマスター シャイニーカラーズ Song for Prism - 初期状態から使用可能

収録CD
- THE IDOLM@STER SHINY COLORS FR@GMENT WING 06
  - Wandering Dream Chaser 歌：ストレイライト

- THE IDOLM@STER SHINY COLORS SOLO COLLECTION -SPRING PARTY 2020-
  - Wandering Dream Chaser（芹沢あさひVer.） 歌：芹沢あさひ
  - Wandering Dream Chaser（黛冬優子Ver.） 歌：黛冬優子
  - Wandering Dream Chaser（和泉愛依Ver.） 歌：和泉愛依

Transcending The World
作詞：下地悠、作曲・編曲：R・O・N
収録作品
- アイドルマスター シャイニーカラーズ - アップデートで追加

収録CD
- THE IDOLM@STER SHINY COLORS FR@GMENT WING 06
  - Transcending The World 歌：ストレイライト

- THE IDOLM@STER SHINY COLORS SOLO COLLECTION -2ndLIVE STEP INTO THE SUNSET SKY-
  - Transcending The World（芹沢あさひVer.） 歌：芹沢あさひ
  - Transcending The World（黛冬優子Ver.） 歌：黛冬優子
  - Transcending The World（和泉愛依Ver.） 歌：和泉愛依

### 『FUTURITY SMILE』収録曲
FUTURITY SMILE
作詞：前田甘露、作曲：ArmySlick・Giz'Mo（from Jam9）、編曲：ArmySlick
収録作品
- アイドルマスター シャイニーカラーズ - アップデートで追加

収録CD
- THE IDOLM@STER SHINY COLORS FUTURITY SMILE
  - FUTURITY SMILE 歌：シャイニーカラーズ

- THE IDOLM@STER SHINY COLORS WING COLLECTION -B side-
  - FUTURITY SMILE -25 colors- 歌：シャイニーカラーズ

- THE IDOLM@STER SHINY COLORS -28 colors- COLLECTION
  - FUTURITY SMILE -28 colors- 歌：シャイニーカラーズ

### 『SWEET♡STEP』収録曲
SWEET♡STEP
作詞：深川琴美、作曲・編曲：NA.ZU.NA
収録作品
- アイドルマスター シャイニーカラーズ - アップデートで追加
- アイドルマスター ポップリンクス - アップデートで追加
- アイドルマスター シャイニーカラーズ Song for Prism - アップデートで追加

収録CD
- THE IDOLM@STER SHINY COLORS SWEET♡STEP
  - SWEET♡STEP 歌：シャイニーカラーズ

- THE IDOLM@STER SHINY COLORS WING COLLECTION -B side-
  - SWEET♡STEP -25 colors- 歌：シャイニーカラーズ

- THE IDOLM@STER SHINY COLORS -28 colors- COLLECTION
  - SWEET♡STEP -28 colors- 歌：シャイニーカラーズ

### 『デビ太郎 VS ジャスティスV』収録曲
絶対正義 EVERY DAY
作詞：前田甘露、作曲・編曲：景山将太
2020年のエイプリルフール楽曲。
収録作品
- アイドルマスター シャイニーカラーズ - エイプリルフール限定で追加

収録CD
- THE IDOLM@STER SHINY COLORS デビ太郎 VS ジャスティスV
  - 絶対正義 EVERY DAY 歌：小宮果穂

デビ太郎のうた
作詞：深川琴美、作曲・編曲：宝野聡史
2020年のエイプリルフール楽曲。
収録作品
- アイドルマスター シャイニーカラーズ - エイプリルフール限定で追加

収録CD
- THE IDOLM@STER SHINY COLORS デビ太郎 VS ジャスティスV
  - デビ太郎のうた 歌：大崎甜花

### 『GR@DATE WING』収録曲
シャイノグラフィ
作詞：古屋真、作曲・編曲：ヒゲドライバー
収録作品
- アイドルマスター シャイニーカラーズ - アップデートで追加
- アイドルマスター シャイニーカラーズ Song for Prism - アップデートで追加

収録CD
- THE IDOLM@STER SHINY COLORS GR@DATE WING 01
  - シャイノグラフィ 歌：シャイニーカラーズ

- THE IDOLM@STER SHINY COLORS GR@DATE WING 02
  - シャイノグラフィ（イルミネーションスターズVer.） 歌：イルミネーションスターズ

- THE IDOLM@STER SHINY COLORS GR@DATE WING 03
  - シャイノグラフィ（アンティーカVer.） 歌：アンティーカ

- THE IDOLM@STER SHINY COLORS GR@DATE WING 04
  - シャイノグラフィ（放課後クライマックスガールズVer.） 歌：放課後クライマックスガールズ

- THE IDOLM@STER SHINY COLORS GR@DATE WING 05
  - シャイノグラフィ（アルストロメリアVer.） 歌：アルストロメリア

- THE IDOLM@STER SHINY COLORS GR@DATE WING 06
  - シャイノグラフィ（ストレイライトVer.） 歌：ストレイライト

- THE IDOLM@STER SHINY COLORS GR@DATE WING 07
  - シャイノグラフィ（ノクチルVer.） 歌：ノクチル

- THE IDOLM@STER SHINY COLORS WING COLLECTION -A side-
  - シャイノグラフィ -25 colors- 歌：シャイニーカラーズ

- THE IDOLM@STER SHINY COLORS -28 colors- COLLECTION
  - シャイノグラフィ -28 colors- 歌：シャイニーカラーズ

Dye the sky.
作詞：烏屋茶房、作曲・編曲：ヒゲドライバー
収録作品
- アイドルマスター シャイニーカラーズ - アップデートで追加
- アイドルマスター シャイニーカラーズ Song for Prism - アップデートで追加

収録CD
- THE IDOLM@STER SHINY COLORS GR@DATE WING 01
  - Dye the sky. 歌：シャイニーカラーズ

- THE IDOLM@STER SHINY COLORS WING COLLECTION -B side-
  - Dye the sky. -25 colors- 歌：シャイニーカラーズ

- THE IDOLM@STER SHINY COLORS -28 colors- COLLECTION
  - Dye the sky. -28 colors- 歌：シャイニーカラーズ

Twinkle way
作詞：渡邊亜希子、作曲：鍋谷卓摩（luxis）、編曲：伊藤賢
収録作品
- アイドルマスター シャイニーカラーズ - アップデートで追加
- アイドルマスター シャイニーカラーズ Song for Prism - アップデートで追加

収録CD
- THE IDOLM@STER SHINY COLORS GR@DATE WING 02
  - Twinkle way 歌：イルミネーションスターズ

- THE IDOLM@STER SHINY COLORS SOLO COLLECTION -3rdLIVE TOUR PIECE ON PLANET / TOKYO-
  - Twinkle way（櫻木真乃Ver.） 歌：櫻木真乃
  - Twinkle way（風野灯織Ver.） 歌：風野灯織
  - Twinkle way（八宮めぐるVer.） 歌：八宮めぐる

Happy Funny Lucky
作詞：渡邊亜希子、作曲・編曲：中野領太（onetrap）
収録作品
- アイドルマスター シャイニーカラーズ - アップデートで追加

収録CD
- THE IDOLM@STER SHINY COLORS GR@DATE WING 02
  - Happy Funny Lucky 歌：イルミネーションスターズ

- THE IDOLM@STER SHINY COLORS SOLO COLLECTION -3rdLIVE TOUR PIECE ON PLANET / FUKUOKA-
  - Happy Funny Lucky（櫻木真乃Ver.） 歌：櫻木真乃
  - Happy Funny Lucky（風野灯織Ver.） 歌：風野灯織
  - Happy Funny Lucky（八宮めぐるVer.） 歌：八宮めぐる

Black Reverie
作詞：真崎エリカ、作曲・編曲：本多友紀（Arte Refact）
収録作品
- アイドルマスター シャイニーカラーズ - アップデートで追加
- アイドルマスター シャイニーカラーズ Song for Prism - アップデートで追加

収録CD
- THE IDOLM@STER SHINY COLORS GR@DATE WING 03
  - Black Reverie 歌：アンティーカ

- THE IDOLM@STER SHINY COLORS WING COLLECTION -A side-
  - Black Reverie（2023 Ver.） 歌：アンティーカ

- THE IDOLM@STER SHINY COLORS SOLO COLLECTION -3rdLIVE TOUR PIECE ON PLANET / TOKYO-
  - Black Reverie（月岡恋鐘Ver.） 歌：月岡恋鐘
  - Black Reverie（田中摩美々Ver.） 歌：田中摩美々
  - Black Reverie（白瀬咲耶Ver.） 歌：白瀬咲耶
  - Black Reverie（三峰結華Ver.） 歌：三峰結華（成海瑠奈）
  - Black Reverie（幽谷霧子Ver.） 歌：幽谷霧子

純白トロイメライ
作詞：真崎エリカ、作曲・編曲：原田篤（Arte Refact）
収録作品
- アイドルマスター シャイニーカラーズ - アップデートで追加

収録CD
- THE IDOLM@STER SHINY COLORS GR@DATE WING 03
  - 純白トロイメライ 歌：アンティーカ

- THE IDOLM@STER SHINY COLORS WING COLLECTION -B side-
  - 純白トロイメライ（2023 Ver.） 歌：アンティーカ

- THE IDOLM@STER SHINY COLORS SOLO COLLECTION -3rdLIVE TOUR PIECE ON PLANET / FUKUOKA-
  - 純白トロイメライ（月岡恋鐘Ver.） 歌：月岡恋鐘
  - 純白トロイメライ（田中摩美々Ver.） 歌：田中摩美々
  - 純白トロイメライ（白瀬咲耶Ver.） 歌：白瀬咲耶
  - 純白トロイメライ（三峰結華Ver.） 歌：三峰結華（成海瑠奈）
  - 純白トロイメライ（幽谷霧子Ver.） 歌：幽谷霧子

五ツ座流星群
作詞：古屋真、作曲・編曲：三浦誠司
収録作品
- アイドルマスター シャイニーカラーズ - アップデートで追加
- アイドルマスター シャイニーカラーズ Song for Prism - アップデートで追加

収録CD
- THE IDOLM@STER SHINY COLORS GR@DATE WING 04
  - 五ツ座流星群 歌：放課後クライマックスガールズ

- THE IDOLM@STER SHINY COLORS SOLO COLLECTION -3rdLIVE TOUR PIECE ON PLANET / TOKYO-
  - 五ツ座流星群（小宮果穂Ver.） 歌：小宮果穂
  - 五ツ座流星群（園田智代子Ver.） 歌：園田智代子
  - 五ツ座流星群（西城樹里Ver.） 歌：西城樹里
  - 五ツ座流星群（杜野凛世Ver.） 歌：杜野凛世
  - 五ツ座流星群（有栖川夏葉Ver.） 歌：有栖川夏葉

学祭革命夜明け前
作詞：古屋真、作曲・編曲：佐々倉有吾
収録作品
- アイドルマスター シャイニーカラーズ - アップデートで追加

収録CD
- THE IDOLM@STER SHINY COLORS GR@DATE WING 04
  - 学祭革命夜明け前 歌：放課後クライマックスガールズ

- THE IDOLM@STER SHINY COLORS SOLO COLLECTION -3rdLIVE TOUR PIECE ON PLANET / FUKUOKA-
  - 学祭革命夜明け前（小宮果穂Ver.） 歌：小宮果穂
  - 学祭革命夜明け前（園田智代子Ver.） 歌：園田智代子
  - 学祭革命夜明け前（西城樹里Ver.） 歌：西城樹里
  - 学祭革命夜明け前（杜野凛世Ver.） 歌：杜野凛世
  - 学祭革命夜明け前（有栖川夏葉Ver.） 歌：有栖川夏葉

ダブル・イフェクト
作詞：鈴木静那、作曲：丸山真由子、編曲：ats-
収録作品
- アイドルマスター シャイニーカラーズ - アップデートで追加
- アイドルマスター シャイニーカラーズ Song for Prism - アップデートで追加

収録CD
- THE IDOLM@STER SHINY COLORS GR@DATE WING 05
  - ダブル・イフェクト 歌：アルストロメリア

- THE IDOLM@STER SHINY COLORS SOLO COLLECTION -3rdLIVE TOUR PIECE ON PLANET / TOKYO-
  - ダブル・イフェクト（大崎甘奈Ver.） 歌：大崎甘奈
  - ダブル・イフェクト（大崎甜花Ver.） 歌：大崎甜花
  - ダブル・イフェクト（桑山千雪Ver.） 歌：桑山千雪

Anniversary
作詞：鈴木静那、作曲・編曲：三好啓太
収録作品
- アイドルマスター シャイニーカラーズ - アップデートで追加

収録CD
- THE IDOLM@STER SHINY COLORS GR@DATE WING 05
  - Anniversary 歌：アルストロメリア

- THE IDOLM@STER SHINY COLORS SOLO COLLECTION -3rdLIVE TOUR PIECE ON PLANET / FUKUOKA-
  - Anniversary（大崎甘奈Ver.） 歌：大崎甘奈
  - Anniversary（大崎甜花Ver.） 歌：大崎甜花
  - Anniversary（桑山千雪Ver.） 歌：桑山千雪

Hide & Attack
作詞：下地悠、作曲：本多友紀（Arte Refact）、編曲：河合泰志（Arte Refact）
収録作品
- アイドルマスター シャイニーカラーズ - アップデートで追加
- アイドルマスター シャイニーカラーズ Song for Prism - アップデートで追加

収録CD
- THE IDOLM@STER SHINY COLORS GR@DATE WING 06
  - Hide & Attack 歌：ストレイライト

- THE IDOLM@STER SHINY COLORS SOLO COLLECTION -3rdLIVE TOUR PIECE ON PLANET / TOKYO-
  - Hide & Attack（芹沢あさひVer.） 歌：芹沢あさひ
  - Hide & Attack（黛冬優子Ver.） 歌：黛冬優子
  - Hide & Attack（和泉愛依Ver.） 歌：和泉愛依

Destined Rival
作詞：下地悠、作曲・編曲：大西克巳
収録作品
- アイドルマスター シャイニーカラーズ - アップデートで追加

収録CD
- THE IDOLM@STER SHINY COLORS GR@DATE WING 06
  - Destined Rival 歌：ストレイライト

- THE IDOLM@STER SHINY COLORS SOLO COLLECTION -3rdLIVE TOUR PIECE ON PLANET / FUKUOKA-
  - Destined Rival（芹沢あさひVer.） 歌：芹沢あさひ
  - Destined Rival（黛冬優子Ver.） 歌：黛冬優子
  - Destined Rival（和泉愛依Ver.） 歌：和泉愛依

いつだって僕らは
作詞・作曲・編曲：秋浦智裕（onetrap）
収録作品
- アイドルマスター シャイニーカラーズ - アップデートで追加
- アイドルマスター ポップリンクス - アップデートで追加
- アイドルマスター シャイニーカラーズ Song for Prism - 初期状態から使用可能

収録CD
- THE IDOLM@STER SHINY COLORS GR@DATE WING 07
  - いつだって僕らは 歌：ノクチル

- THE IDOLM@STER SHINY COLORS SOLO COLLECTION -3rdLIVE TOUR PIECE ON PLANET / TOKYO-
  - いつだって僕らは（浅倉透Ver.） 歌：浅倉透
  - いつだって僕らは（樋口円香Ver.） 歌：樋口円香
  - いつだって僕らは（福丸小糸Ver.） 歌：福丸小糸
  - いつだって僕らは（市川雛菜Ver.） 歌：市川雛菜

あの花のように
作詞：きみコ、作曲・編曲：Lantan
収録作品
- アイドルマスター シャイニーカラーズ - アップデートで追加

収録CD
- THE IDOLM@STER SHINY COLORS GR@DATE WING 07
  - あの花のように 歌：ノクチル

- THE IDOLM@STER SHINY COLORS SOLO COLLECTION -3rdLIVE TOUR PIECE ON PLANET / FUKUOKA-
  - あの花のように（浅倉透Ver.） 歌：浅倉透
  - あの花のように（樋口円香Ver.） 歌：樋口円香
  - あの花のように（福丸小糸Ver.） 歌：福丸小糸
  - あの花のように（市川雛菜Ver.） 歌：市川雛菜

### 『COLORFUL FE@THERS』収録曲
プラニスフィア ～planisphere～
作詞：松井洋平、作曲：ArmySlick・Giz'Mo（from Jam9）、編曲：山口朗彦
収録作品
- アイドルマスター シャイニーカラーズ - アップデートで追加

収録CD
- THE IDOLM@STER SHINY COLORS COLORFUL FE@THERS -Stella-
  - プラニスフィア ～planisphere～ 歌：Team.Stella

ありったけの輝きで
作詞：こだまさおり、作曲・編曲：羊
収録作品
- アイドルマスター シャイニーカラーズ - アップデートで追加
- アイドルマスター ポップリンクス - アップデートで追加
- アイドルマスター シャイニーカラーズ Song for Prism - 初期状態から使用可能

収録CD
- THE IDOLM@STER SHINY COLORS COLORFUL FE@THERS -Stella-
  - ありったけの輝きで 歌：櫻木真乃

星をめざして
作詞：下地悠、作曲・編曲：三好啓太
収録作品
- アイドルマスター シャイニーカラーズ - アップデートで追加
- アイドルマスター シャイニーカラーズ Song for Prism - 初期状態から使用可能

収録CD
- THE IDOLM@STER SHINY COLORS COLORFUL FE@THERS -Stella-
  - 星をめざして 歌：芹沢あさひ

夢見鳥
作詞：秋浦智裕（onetrap）、作曲：家原正樹・Jam9、編曲：家原正樹
収録作品
- アイドルマスター シャイニーカラーズ - アップデートで追加
- アイドルマスター シャイニーカラーズ Song for Prism - アップデートで追加

収録CD
- THE IDOLM@STER SHINY COLORS COLORFUL FE@THERS -Stella-
  - 夢見鳥 歌：樋口円香

アポイント・シグナル
作詞：真崎エリカ、作曲・編曲：本田正樹（Dream Monster）
収録作品
- アイドルマスター シャイニーカラーズ - アップデートで追加
- アイドルマスター シャイニーカラーズ Song for Prism - 初期状態から使用可能

収録CD
- THE IDOLM@STER SHINY COLORS COLORFUL FE@THERS -Stella-
  - アポイント・シグナル 歌：月岡恋鐘

チョコデート・サンデー
作詞：児玉雨子、作曲・編曲：中野領太（onetrap）
収録作品
- アイドルマスター シャイニーカラーズ - アップデートで追加
- アイドルマスター ポップリンクス - アップデートで追加
- アイドルマスター シャイニーカラーズ Song for Prism - アップデートで追加

収録CD
- THE IDOLM@STER SHINY COLORS COLORFUL FE@THERS -Stella-
  - チョコデート・サンデー 歌：園田智代子

Sweet Memories
作詞：鈴木静那、作曲・編曲：h-wonder
収録作品
- アイドルマスター シャイニーカラーズ - アップデートで追加
- アイドルマスター シャイニーカラーズ Song for Prism - 初期状態から使用可能

収録CD
- THE IDOLM@STER SHINY COLORS COLORFUL FE@THERS -Stella-
  - Sweet Memories 歌：大崎甘奈

ハナマルバッジ
作詞：古屋真、作曲：小久保祐希・YUU for YOU、編曲：YUU for YOU
収録作品
- アイドルマスター シャイニーカラーズ - アップデートで追加
- アイドルマスター ポップリンクス - アップデートで追加
- アイドルマスター シャイニーカラーズ Song for Prism - 初期状態から使用可能

収録CD
- THE IDOLM@STER SHINY COLORS COLORFUL FE@THERS -Stella-
  - ハナマルバッジ 歌：小宮果穂

リフレクトサイン
作詞：真崎エリカ、作曲：家原正樹・Lauren Kaori、編曲：家原正樹
収録作品
- アイドルマスター シャイニーカラーズ - アップデートで追加

収録CD
- THE IDOLM@STER SHINY COLORS COLORFUL FE@THERS -Luna-
  - リフレクトサイン 歌：Team.Luna

- THE IDOLM@STER SHINY COLORS OFF VOCAL COLLECTION 02
  - リフレクトサイン 歌：Team.Luna

誰ソ彼アイデンティティー
作詞：松井洋平、作曲・編曲：高尾奏之介（F.M.F）
収録作品
- アイドルマスター シャイニーカラーズ - アップデートで追加
- アイドルマスター シャイニーカラーズ Song for Prism - アップデートで追加

収録CD
- THE IDOLM@STER SHINY COLORS COLORFUL FE@THERS -Luna-
  - 誰ソ彼アイデンティティー 歌：田中摩美々

わたしの主人公はわたしだから！
作詞：秋浦智裕（onetrap）、作曲：本多友紀（Arte Refact）、編曲：矢鴇つかさ（Arte Refact）
収録作品
- アイドルマスター シャイニーカラーズ - アップデートで追加
- アイドルマスター シャイニーカラーズ Song for Prism - アップデートで追加

収録CD
- THE IDOLM@STER SHINY COLORS COLORFUL FE@THERS -Luna-
  - わたしの主人公はわたしだから！ 歌：福丸小糸

また明日
作詞：鈴木静那、作曲・編曲：JUVENILE
収録作品
- アイドルマスター シャイニーカラーズ - アップデートで追加
- アイドルマスター ポップリンクス - アップデートで追加
- アイドルマスター シャイニーカラーズ Song for Prism - アップデートで追加

収録CD
- THE IDOLM@STER SHINY COLORS COLORFUL FE@THERS -Luna-
  - また明日 歌：大崎甜花

常咲の庭
作詞：古屋真、作曲・編曲：田熊知存（Dream Monster）
収録作品
- アイドルマスター シャイニーカラーズ - アップデートで追加
- アイドルマスター シャイニーカラーズ Song for Prism - アップデートで追加

収録CD
- THE IDOLM@STER SHINY COLORS COLORFUL FE@THERS -Luna-
  - 常咲の庭 歌：杜野凛世

プラスチック・アンブレラ
作詞：児玉雨子、作曲：矢吹香那、編曲：前口ワタル
収録作品
- アイドルマスター シャイニーカラーズ - アップデートで追加
- アイドルマスター シャイニーカラーズ Song for Prism - アップデートで追加

収録CD
- THE IDOLM@STER SHINY COLORS COLORFUL FE@THERS -Luna-
  - プラスチック・アンブレラ 歌：三峰結華（成海瑠奈）

- THE IDOLM@STER SHINY COLORS OFF VOCAL COLLECTION 02
  - プラスチック・アンブレラ 歌：三峰結華（希水しお）

Going my way
作詞：下地悠、作曲：渡辺徹、編曲：日比野裕史
収録作品
- アイドルマスター シャイニーカラーズ - アップデートで追加
- アイドルマスター シャイニーカラーズ Song for Prism - アップデートで追加

収録CD
- THE IDOLM@STER SHINY COLORS COLORFUL FE@THERS -Luna-
  - Going my way 歌：和泉愛依

雪・月・風・花
作詞：真崎エリカ、作曲・編曲：rionos
収録作品
- アイドルマスター シャイニーカラーズ - アップデートで追加
- アイドルマスター ポップリンクス - アップデートで追加
- アイドルマスター シャイニーカラーズ Song for Prism - アップデートで追加

収録CD
- THE IDOLM@STER SHINY COLORS COLORFUL FE@THERS -Luna-
  - 雪・月・風・花 歌：幽谷霧子

スローモーション
作詞：中村彼方、作曲：岩越涼大、編曲：三好啓太
収録作品
- アイドルマスター シャイニーカラーズ - アップデートで追加
- アイドルマスター ポップリンクス - アップデートで追加
- アイドルマスター シャイニーカラーズ Song for Prism - アップデートで追加

収録CD
- THE IDOLM@STER SHINY COLORS COLORFUL FE@THERS -Luna-
  - スローモーション 歌：風野灯織

SOLAR WAY
作詞：古屋真、作曲・編曲：板垣祐介
収録作品
- アイドルマスター シャイニーカラーズ - アップデートで追加

収録CD
- THE IDOLM@STER SHINY COLORS COLORFUL FE@THERS -Sol-
  - SOLAR WAY 歌：Team.Sol

千夜アリア
作詞：真崎エリカ、作曲・編曲：藤井健太郎（HANO）・谷ナオキ（HANO）
収録作品
- アイドルマスター シャイニーカラーズ - アップデートで追加
- アイドルマスター シャイニーカラーズ Song for Prism - アップデートで追加

収録CD
- THE IDOLM@STER SHINY COLORS COLORFUL FE@THERS -Sol-
  - 千夜アリア 歌：白瀬咲耶

Damascus Cocktail
作詞：古屋真、作曲・編曲：陶山隼
収録作品
- アイドルマスター シャイニーカラーズ - アップデートで追加
- アイドルマスター シャイニーカラーズ Song for Prism - アップデートで追加

収録CD
- THE IDOLM@STER SHINY COLORS COLORFUL FE@THERS -Sol-
  - Damascus Cocktail 歌：有栖川夏葉

Darling you!
作詞：鈴木静那、作曲・編曲：南直博
収録作品
- アイドルマスター シャイニーカラーズ - アップデートで追加
- アイドルマスター ポップリンクス - アップデートで追加
- アイドルマスター シャイニーカラーズ Song for Prism - アップデートで追加

収録CD
- THE IDOLM@STER SHINY COLORS COLORFUL FE@THERS -Sol-
  - Darling you! 歌：白瀬咲耶

あおぞらサイダー
作詞：秋浦智裕（onetrap）、作曲：小久保祐希・YUU for YOU、編曲：YUU for YOU
収録作品
- アイドルマスター シャイニーカラーズ - アップデートで追加
- アイドルマスター シャイニーカラーズ Song for Prism - アップデートで追加

収録CD
- THE IDOLM@STER SHINY COLORS COLORFUL FE@THERS -Sol-
  - あおぞらサイダー 歌：市川雛菜

SOS
作詞：下地悠、作曲・編曲：睦月周平
収録作品
- アイドルマスター シャイニーカラーズ - アップデートで追加
- アイドルマスター ポップリンクス - アップデートで追加
- アイドルマスター シャイニーカラーズ Song for Prism - アップデートで追加

収録CD
- THE IDOLM@STER SHINY COLORS COLORFUL FE@THERS -Sol-
  - SOS 歌：黛冬優子

過純性ブリーチ
作詞：古屋真、作曲・編曲：大西克巳
収録作品
- アイドルマスター シャイニーカラーズ - アップデートで追加
- アイドルマスター シャイニーカラーズ Song for Prism - アップデートで追加

収録CD
- THE IDOLM@STER SHINY COLORS COLORFUL FE@THERS -Sol-
  - 過純性ブリーチ 歌：西城樹里

HAREBARE!!
作詞：渡邊亜希子、作曲・編曲：大西克巳
収録作品
- アイドルマスター シャイニーカラーズ - アップデートで追加
- アイドルマスター ポップリンクス - アップデートで追加
- アイドルマスター シャイニーカラーズ Song for Prism - アップデートで追加

収録CD
- THE IDOLM@STER SHINY COLORS COLORFUL FE@THERS -Sol-
  - HAREBARE!! 歌：八宮めぐる

statice
作詞：秋浦智裕（onetrap）、作曲：家原正樹・Jam9、編曲：家原正樹
収録作品
- アイドルマスター シャイニーカラーズ - アップデートで追加
- アイドルマスター シャイニーカラーズ Song for Prism - 初期状態から使用可能

収録CD
- THE IDOLM@STER SHINY COLORS COLORFUL FE@THERS -Sol-
  - statice 歌：浅倉透

フェアリー・ガール
作詞：深川琴美、作曲：佐藤樹、編曲：川崎智也
収録作品
- アイドルマスター シャイニーカラーズ - アップデートで追加
- アイドルマスター シャイニーカラーズ Song for Prism - 初期状態から使用可能

収録CD
- THE IDOLM@STER SHINY COLORS COLORFUL FE@THERS -SHHis-
  - フェアリー・ガール 歌：七草にちか

Look up to the sky
作詞：Co-sho、作曲：Stand Alone・小久保祐希・Karen Yamaguchi、編曲：Stand Alone
収録作品
- アイドルマスター シャイニーカラーズ - アップデートで追加
- アイドルマスター シャイニーカラーズ Song for Prism - アップデートで追加

収録CD
- THE IDOLM@STER SHINY COLORS COLORFUL FE@THERS -SHHis-
  - Look up to the sky 歌：緋田美琴

神様は死んだ、って
作詞：烏屋茶房、作曲・編曲：水野谷怜（Arte Refact）
収録作品
- アイドルマスター シャイニーカラーズ - アップデートで追加
- アイドルマスター シャイニーカラーズ Song for Prism - 初期状態から使用可能

収録CD
- THE IDOLM@STER SHINY COLORS COLORFUL FE@THERS -CoMETIK-
  - 神様は死んだ、って (2024 Remastering Ver.) 歌：斑鳩ルカ

無垢
作詞：園田健太郎、作曲・編曲：ねりきり (KEYTONE)
収録作品
- アイドルマスター シャイニーカラーズ - アップデートで追加
- アイドルマスター シャイニーカラーズ Song for Prism - アップデートで追加

収録CD
- THE IDOLM@STER SHINY COLORS COLORFUL FE@THERS -CoMETIK-
  - 無垢 歌：鈴木羽那

夢模様キャンバス
作詞・作曲：出口遼、編曲：出口遼・雪乃イト
収録作品
- アイドルマスター シャイニーカラーズ - アップデートで追加
- アイドルマスター シャイニーカラーズ Song for Prism - アップデートで追加

収録CD
- THE IDOLM@STER SHINY COLORS COLORFUL FE@THERS -CoMETIK-
  - 夢模様キャンバス 歌：郁田はるき

### 『L@YERED WING』収録曲
Resonance⁺
作詞・作曲・編曲：園田健太郎
収録作品
- アイドルマスター シャイニーカラーズ - アップデートで追加

収録CD
- THE IDOLM@STER SHINY COLORS L@YERED WING 01
  - Resonance⁺ 歌：シャイニーカラーズ

- THE IDOLM@STER SHINY COLORS L@YERED WING 02
  - Resonance⁺（イルミネーションスターズVer.） 歌：イルミネーションスターズ

- THE IDOLM@STER SHINY COLORS L@YERED WING 03
  - Resonance⁺（アンティーカVer.） 歌：アンティーカ

- THE IDOLM@STER SHINY COLORS L@YERED WING 04
  - Resonance⁺（放課後クライマックスガールズVer.） 歌：放課後クライマックスガールズ

- THE IDOLM@STER SHINY COLORS L@YERED WING 05
  - Resonance⁺（アルストロメリアVer.） 歌：アルストロメリア

- THE IDOLM@STER SHINY COLORS L@YERED WING 06
  - Resonance⁺（ストレイライトVer.） 歌：ストレイライト

- THE IDOLM@STER SHINY COLORS L@YERED WING 07
  - Resonance⁺（ノクチルVer.） 歌：ノクチル

- THE IDOLM@STER SHINY COLORS L@YERED WING 08
  - Resonance⁺（シーズVer.） 歌：シーズ

- THE IDOLM@STER SHINY COLORS WING COLLECTION -A side-
  - Resonance⁺ -25 colors- 歌：シャイニーカラーズ

- THE IDOLM@STER SHINY COLORS -28 colors- COLLECTION
  - Resonance⁺ -28 colors- 歌：シャイニーカラーズ

Color Days
作詞：Co-sho、作曲：家原正樹・小久保祐希・YHANAEL、編曲：YUU for YOU
収録作品
- アイドルマスター シャイニーカラーズ - アップデートで追加
- アイドルマスター ポップリンクス - アップデートで追加

収録CD
- THE IDOLM@STER SHINY COLORS L@YERED WING 01
  - Color Days 歌：シャイニーカラーズ

- THE IDOLM@STER SHINY COLORS WING COLLECTION -B side-
  - Color Days -25 colors- 歌：シャイニーカラーズ

- THE IDOLM@STER SHINY COLORS -28 colors- COLLECTION
  - Color Days -28 colors- 歌：シャイニーカラーズ

PRISISM
作詞：渡邊亜希子、作曲・編曲：三好啓太
収録作品
- アイドルマスター シャイニーカラーズ - アップデートで追加

収録CD
- THE IDOLM@STER SHINY COLORS L@YERED WING 02
  - PRISISM 歌：イルミネーションスターズ

- THE IDOLM@STER SHINY COLORS SOLO COLLECTION -L@YERED WING part 1-
  - PRISISM（櫻木真乃Ver.） 歌：櫻木真乃
  - PRISISM（風野灯織Ver.） 歌：風野灯織
  - PRISISM（八宮めぐるVer.） 歌：八宮めぐる

スマイルシンフォニア
作詞：渡邊亜希子、作曲・編曲：三好啓太
収録作品
- アイドルマスター シャイニーカラーズ - アップデートで追加

収録CD
- THE IDOLM@STER SHINY COLORS L@YERED WING 02
  - スマイルシンフォニア 歌：イルミネーションスターズ

- THE IDOLM@STER SHINY COLORS SOLO COLLECTION -L@YERED WING part 2-
  - スマイルシンフォニア（櫻木真乃Ver.） 歌：櫻木真乃
  - スマイルシンフォニア（風野灯織Ver.） 歌：風野灯織
  - スマイルシンフォニア（八宮めぐるVer.） 歌：八宮めぐる

abyss of conflict
作詞：真崎エリカ、作曲・編曲：原田篤（Arte Refact）
収録作品
- アイドルマスター シャイニーカラーズ - アップデートで追加

収録CD
- THE IDOLM@STER SHINY COLORS L@YERED WING 03
  - abyss of conflict 歌：アンティーカ

- THE IDOLM@STER SHINY COLORS WING COLLECTION -A side-
  - abyss of conflict（2023 Ver.） 歌：アンティーカ

- THE IDOLM@STER SHINY COLORS SOLO COLLECTION -L@YERED WING part 1-
  - abyss of conflict（月岡恋鐘Ver.） 歌：月岡恋鐘
  - abyss of conflict（田中摩美々Ver.） 歌：田中摩美々
  - abyss of conflict（白瀬咲耶Ver.） 歌：白瀬咲耶
  - abyss of conflict（三峰結華Ver.） 歌：三峰結華（成海瑠奈）
  - abyss of conflict（幽谷霧子Ver.） 歌：幽谷霧子

革命進化論
作詞：真崎エリカ、作曲・編曲：伊藤和馬（Arte Refact）
収録作品
- アイドルマスター シャイニーカラーズ - アップデートで追加

収録CD
- THE IDOLM@STER SHINY COLORS L@YERED WING 03
  - 革命進化論 歌：アンティーカ

- THE IDOLM@STER SHINY COLORS WING COLLECTION -B side-
  - 革命進化論（2023 Ver.） 歌：アンティーカ

- THE IDOLM@STER SHINY COLORS SOLO COLLECTION -L@YERED WING part 2-
  - 革命進化論（月岡恋鐘Ver.） 歌：月岡恋鐘
  - 革命進化論（田中摩美々Ver.） 歌：田中摩美々
  - 革命進化論（白瀬咲耶Ver.） 歌：白瀬咲耶
  - 革命進化論（三峰結華Ver.） 歌：三峰結華（成海瑠奈）
  - 革命進化論（幽谷霧子Ver.） 歌：幽谷霧子

クライマックスアイランド
作詞：古屋真、作曲・編曲：INN
収録作品
- アイドルマスター シャイニーカラーズ - アップデートで追加
- アイドルマスター シャイニーカラーズ Song for Prism - アップデートで追加

収録CD
- THE IDOLM@STER SHINY COLORS L@YERED WING 04
  - クライマックスアイランド 歌：放課後クライマックスガールズ

- THE IDOLM@STER SHINY COLORS SOLO COLLECTION -L@YERED WING part 1-
  - クライマックスアイランド（小宮果穂Ver.） 歌：小宮果穂
  - クライマックスアイランド（園田智代子Ver.） 歌：園田智代子
  - クライマックスアイランド（西城樹里Ver.） 歌：西城樹里
  - クライマックスアイランド（杜野凛世Ver.） 歌：杜野凛世
  - クライマックスアイランド（有栖川夏葉Ver.） 歌：有栖川夏葉

拝啓タイムカプセル
作詞：古屋真、作曲：小久保祐希・YUU for YOU、編曲：YUU for YOU
収録作品
- アイドルマスター シャイニーカラーズ - アップデートで追加

収録CD
- THE IDOLM@STER SHINY COLORS L@YERED WING 04
  - 拝啓タイムカプセル 歌：放課後クライマックスガールズ

- THE IDOLM@STER SHINY COLORS SOLO COLLECTION -L@YERED WING part 2-
  - 拝啓タイムカプセル（小宮果穂Ver.） 歌：小宮果穂
  - 拝啓タイムカプセル（園田智代子Ver.） 歌：園田智代子
  - 拝啓タイムカプセル（西城樹里Ver.） 歌：西城樹里
  - 拝啓タイムカプセル（杜野凛世Ver.） 歌：杜野凛世
  - 拝啓タイムカプセル（有栖川夏葉Ver.） 歌：有栖川夏葉

パステルカラー パスカラカラー
作詞：鈴木静那、作曲：YUU for YOU・Giz’Mo（from Jam9） 、編曲：YUU for YOU
収録作品
- アイドルマスター シャイニーカラーズ - アップデートで追加

収録CD
- THE IDOLM@STER SHINY COLORS L@YERED WING 05
  - パステルカラー パスカラカラー 歌：アルストロメリア

- THE IDOLM@STER SHINY COLORS SOLO COLLECTION -L@YERED WING part 1-
  - パステルカラー パスカラカラー（大崎甘奈Ver.） 歌：大崎甘奈
  - パステルカラー パスカラカラー（大崎甜花Ver.） 歌：大崎甜花
  - パステルカラー パスカラカラー（桑山千雪Ver.） 歌：桑山千雪

ラブ・ボナペティート
作詞：鈴木静那、作曲・編曲：石井健太郎
収録作品
- アイドルマスター シャイニーカラーズ - アップデートで追加

収録CD
- THE IDOLM@STER SHINY COLORS L@YERED WING 05
  - ラブ・ボナペティート 歌：アルストロメリア

- THE IDOLM@STER SHINY COLORS SOLO COLLECTION -L@YERED WING part 2-
  - ラブ・ボナペティート（大崎甘奈Ver.） 歌：大崎甘奈
  - ラブ・ボナペティート（大崎甜花Ver.） 歌：大崎甜花
  - ラブ・ボナペティート（桑山千雪Ver.） 歌：桑山千雪

Another Rampage
作詞：下地悠、作曲・編曲：草野将史
収録作品
- アイドルマスター シャイニーカラーズ - アップデートで追加
- アイドルマスター シャイニーカラーズ Song for Prism - アップデートで追加

収録CD
- THE IDOLM@STER SHINY COLORS L@YERED WING 06
  - Another Rampage 歌：ストレイライト

- THE IDOLM@STER SHINY COLORS SOLO COLLECTION -L@YERED WING part 1-
  - Another Rampage（芹沢あさひVer.） 歌：芹沢あさひ
  - Another Rampage（黛冬優子Ver.） 歌：黛冬優子
  - Another Rampage（和泉愛依Ver.） 歌：和泉愛依

Timeless Shooting Star
作詞：下地悠、作曲・編曲：徳田光希
収録作品
- アイドルマスター シャイニーカラーズ - アップデートで追加
- アイドルマスター シャイニーカラーズ Song for Prism - アップデートで追加

収録CD
- THE IDOLM@STER SHINY COLORS L@YERED WING 06
  - Timeless Shooting Star 歌：ストレイライト

- THE IDOLM@STER SHINY COLORS SOLO COLLECTION -L@YERED WING part 2-
  - Timeless Shooting Star（芹沢あさひVer.） 歌：芹沢あさひ
  - Timeless Shooting Star（黛冬優子Ver.） 歌：黛冬優子
  - Timeless Shooting Star（和泉愛依Ver.） 歌：和泉愛依

僕らだけの未来の空
作詞：秋浦智裕（onetrap）、作曲・編曲：石井健太郎
収録作品
- アイドルマスター シャイニーカラーズ - アップデートで追加
- アイドルマスター シャイニーカラーズ Song for Prism - アップデートで追加

収録CD
- THE IDOLM@STER SHINY COLORS L@YERED WING 07
  - 僕らだけの未来の空 歌：ノクチル

- THE IDOLM@STER SHINY COLORS SOLO COLLECTION -L@YERED WING part 1-
  - 僕らだけの未来の空（浅倉透Ver.） 歌：浅倉透
  - 僕らだけの未来の空（樋口円香Ver.） 歌：樋口円香
  - 僕らだけの未来の空（福丸小糸Ver.） 歌：福丸小糸
  - 僕らだけの未来の空（市川雛菜Ver.） 歌：市川雛菜

今しかない瞬間を
作詞：秋浦智裕（onetrap）、作曲：本多友紀（Arte Refact）、編曲：脇眞富（Arte Refact）
収録作品
- アイドルマスター シャイニーカラーズ - アップデートで追加

収録CD
- THE IDOLM@STER SHINY COLORS L@YERED WING 07
  - 今しかない瞬間を 歌：ノクチル

- THE IDOLM@STER SHINY COLORS SOLO COLLECTION -L@YERED WING part 2-
  - 今しかない瞬間を（浅倉透Ver.） 歌：浅倉透
  - 今しかない瞬間を（樋口円香Ver.） 歌：樋口円香
  - 今しかない瞬間を（福丸小糸Ver.） 歌：福丸小糸
  - 今しかない瞬間を（市川雛菜Ver.） 歌：市川雛菜

OH MY GOD
作詞：Co-sho、作曲：小久保祐希・Eunsol、編曲：Eunsol
収録作品
- アイドルマスター シャイニーカラーズ - アップデートで追加
- アイドルマスター シャイニーカラーズ Song for Prism - 初期状態から使用可能

収録CD
- THE IDOLM@STER SHINY COLORS L@YERED WING 08
  - OH MY GOD 歌：シーズ

- THE IDOLM@STER SHINY COLORS SOLO COLLECTION -L@YERED WING part 1-
  - OH MY GOD（七草にちかVer.） 歌：七草にちか
  - OH MY GOD（緋田美琴Ver.） 歌：緋田美琴

Fly and Fly
作詞：Co-sho、作曲：Kohei Yokono・小久保祐希・JUNE、編曲：Kohei Yokono
収録作品
- アイドルマスター シャイニーカラーズ - アップデートで追加

収録CD
- THE IDOLM@STER SHINY COLORS L@YERED WING 08
  - Fly and Fly 歌：シーズ

- THE IDOLM@STER SHINY COLORS SOLO COLLECTION -L@YERED WING part 2-
  - Fly and Fly（七草にちかVer.） 歌：七草にちか
  - Fly and Fly（緋田美琴Ver.） 歌：緋田美琴

### 『Synthe-Side』収録曲
Killer×Mission
作詞：真崎エリカ、作曲：本多友紀（Arte Refact）、編曲：河合泰志（Arte Refact）
収録作品
- アイドルマスター シャイニーカラーズ - アップデートで追加

収録CD
- THE IDOLM@STER SHINY COLORS Synthe-Side 01
  - Killer×Mission：アンティーカ×ストレイライト
  - Killer×Mission（月岡恋鐘Ver.） 歌：月岡恋鐘
  - Killer×Mission（田中摩美々Ver.） 歌：田中摩美々
  - Killer×Mission（白瀬咲耶Ver.） 歌：白瀬咲耶
  - Killer×Mission（三峰結華Ver.） 歌：三峰結華（希水しお）
  - Killer×Mission（幽谷霧子Ver.） 歌：幽谷霧子
  - Killer×Mission（芹沢あさひVer.） 歌：芹沢あさひ
  - Killer×Mission（黛冬優子Ver.） 歌：黛冬優子
  - Killer×Mission（和泉愛依Ver.） 歌：和泉愛依

相合学舎
作詞：古屋真、作曲・編曲：藤井健太郎（HANO）
収録作品
- アイドルマスター シャイニーカラーズ - アップデートで追加

収録CD
- THE IDOLM@STER SHINY COLORS Synthe-Side 02
  - 相合学舎 歌：放課後クライマックスガールズ×ノクチル
  - 相合学舎（小宮果穂Ver.） 歌：小宮果穂
  - 相合学舎（園田智代子Ver.） 歌：園田智代子
  - 相合学舎（西城樹里Ver.） 歌：西城樹里
  - 相合学舎（杜野凛世Ver.） 歌：杜野凛世
  - 相合学舎（有栖川夏葉Ver.） 歌：有栖川夏葉
  - 相合学舎（浅倉透Ver.） 歌：浅倉透
  - 相合学舎（樋口円香Ver.） 歌：樋口円香
  - 相合学舎（福丸小糸Ver.） 歌：福丸小糸
  - 相合学舎（市川雛菜Ver.） 歌：市川雛菜

Secret utopIA
作詞：渡邊亜希子、作曲・編曲：秋浦智裕（agehaspring Party）
収録作品
- アイドルマスター シャイニーカラーズ - アップデートで追加

収録CD
- THE IDOLM@STER SHINY COLORS Synthe-Side 03
  - Secret utopIA 歌：イルミネーションスターズ×アルストロメリア×シーズ
  - Secret utopIA（櫻木真乃Ver.） 歌：櫻木真乃
  - Secret utopIA（緋田美琴Ver.） 歌：風野灯織
  - Secret utopIA（八宮めぐるVer.） 歌：八宮めぐる
  - Secret utopIA（大崎甘奈Ver.） 歌：大崎甘奈
  - Secret utopIA（大崎甜花Ver.） 歌：大崎甜花
  - Secret utopIA（桑山千雪Ver.） 歌：桑山千雪
  - Secret utopIA（七草にちかVer.） 歌：七草にちか
  - Secret utopIA（緋田美琴Ver.） 歌：緋田美琴

### 『PANOR@MA WING』収録曲
虹の行方
作詞：古屋真、作曲・編曲：三好啓太
収録作品
- アイドルマスター シャイニーカラーズ - アップデートで追加

収録CD
- THE IDOLM@STER SHINY COLORS PANOR@MA WING 01
  - 虹の行方 歌：シャイニーカラーズ

- THE IDOLM@STER SHINY COLORS PANOR@MA WING 02
  - 虹の行方（イルミネーションスターズVer.） 歌：イルミネーションスターズ

- THE IDOLM@STER SHINY COLORS PANOR@MA WING 03
  - 虹の行方（アンティーカVer.） 歌：アンティーカ

- THE IDOLM@STER SHINY COLORS PANOR@MA WING 04
  - 虹の行方（放課後クライマックスガールズVer.） 歌：放課後クライマックスガールズ

- THE IDOLM@STER SHINY COLORS PANOR@MA WING 05
  - 虹の行方（アルストロメリアVer.） 歌：アルストロメリア

- THE IDOLM@STER SHINY COLORS PANOR@MA WING 06
  - 虹の行方（ストレイライトVer.） 歌：ストレイライト

- THE IDOLM@STER SHINY COLORS PANOR@MA WING 07
  - 虹の行方（ノクチルVer.） 歌：ノクチル

- THE IDOLM@STER SHINY COLORS -28 colors- COLLECTION
  - 虹の行方 -28 colors- 歌：シャイニーカラーズ

Daybreak Age
作詞：真崎エリカ、作曲・編曲：桑原佑介
収録作品
- アイドルマスター シャイニーカラーズ - アップデートで追加

収録CD
- THE IDOLM@STER SHINY COLORS PANOR@MA WING 01
  - Daybreak Age 歌：シャイニーカラーズ

- THE IDOLM@STER SHINY COLORS -28 colors- COLLECTION
  - Daybreak Age -28 colors- 歌：シャイニーカラーズ

FELICE
作詞：渡邊亜希子、作曲：丸山真由子、編曲：清水武仁
収録作品
- アイドルマスター シャイニーカラーズ - アップデートで追加

収録CD
- THE IDOLM@STER SHINY COLORS PANOR@MA WING 02
  - FELICE 歌：イルミネーションスターズ

- THE IDOLM@STER SHINY COLORS SOLO COLLECTION -5thLIVE If I_wings. part1-
  - FELICE（櫻木真乃Ver.） 歌：櫻木真乃
  - FELICE（風野灯織Ver.） 歌：風野灯織
  - FELICE（八宮めぐるVer.） 歌：八宮めぐる

イルミネイトコンサート
作詞：渡邊亜希子、作曲・編曲：渡辺徹
収録作品
- アイドルマスター シャイニーカラーズ - アップデートで追加

収録CD
- THE IDOLM@STER SHINY COLORS PANOR@MA WING 02
  - イルミネイトコンサート 歌：イルミネーションスターズ

- THE IDOLM@STER SHINY COLORS SOLO COLLECTION -5thLIVE If I_wings. part2-
  - イルミネイトコンサート（櫻木真乃Ver.） 歌：櫻木真乃
  - イルミネイトコンサート（風野灯織Ver.） 歌：風野灯織
  - イルミネイトコンサート（八宮めぐるVer.） 歌：八宮めぐる

浮動性イノセンス
作詞：真崎エリカ、作曲：ArmySlick・Giz'Mo（from Jam9）、編曲：ArmySlick
収録作品
- アイドルマスター シャイニーカラーズ - アップデートで追加

収録CD
- THE IDOLM@STER SHINY COLORS PANOR@MA WING 03
  - 浮動性イノセンス 歌：アンティーカ

- THE IDOLM@STER SHINY COLORS SOLO COLLECTION -5thLIVE If I_wings. part1-
  - 浮動性イノセンス（月岡恋鐘Ver.） 歌：月岡恋鐘
  - 浮動性イノセンス（田中摩美々Ver.） 歌：田中摩美々
  - 浮動性イノセンス（白瀬咲耶Ver.） 歌：白瀬咲耶
  - 浮動性イノセンス（三峰結華Ver.） 歌：三峰結華（希水しお）
  - 浮動性イノセンス（幽谷霧子Ver.） 歌：幽谷霧子

愚者の独白
作詞：真崎エリカ、作曲：ArmySlick・Lauren Kaori、編曲：佐藤厚仁（Dream Monster）
収録作品
- アイドルマスター シャイニーカラーズ - アップデートで追加

収録CD
- THE IDOLM@STER SHINY COLORS PANOR@MA WING 03
  - 愚者の独白 歌：アンティーカ

- THE IDOLM@STER SHINY COLORS SOLO COLLECTION -5thLIVE If I_wings. part2-
  - 愚者の独白（月岡恋鐘Ver.） 歌：月岡恋鐘
  - 愚者の独白（田中摩美々Ver.） 歌：田中摩美々
  - 愚者の独白（白瀬咲耶Ver.） 歌：白瀬咲耶
  - 愚者の独白（三峰結華Ver.） 歌：三峰結華（希水しお）
  - 愚者の独白（幽谷霧子Ver.） 歌：幽谷霧子

一閃は君が導く
作詞：古屋真、作曲：武田城以・Hiroki Sagawa（Relic Lyric, inc.）、編曲：サイトウリョースケ（Relic Lyric, inc.）
収録作品
- アイドルマスター シャイニーカラーズ - アップデートで追加

収録CD
- THE IDOLM@STER SHINY COLORS PANOR@MA WING 04
  - 一閃は君が導く：放課後クライマックスガールズ

- THE IDOLM@STER SHINY COLORS SOLO COLLECTION -5thLIVE If I_wings. part1-
  - 一閃は君が導く（小宮果穂Ver.） 歌：小宮果穂
  - 一閃は君が導く（園田智代子Ver.） 歌：園田智代子
  - 一閃は君が導く（西城樹里Ver.） 歌：西城樹里
  - 一閃は君が導く（杜野凛世Ver.） 歌：杜野凛世
  - 一閃は君が導く（有栖川夏葉Ver.） 歌：有栖川夏葉

キャットスクワッド
作詞：古屋真、作曲：小久保祐希・YUU for YOU、編曲：YUU for YOU
収録作品
- アイドルマスター シャイニーカラーズ - アップデートで追加

収録CD
- THE IDOLM@STER SHINY COLORS PANOR@MA WING 04
  - キャットスクワッド 歌：放課後クライマックスガールズ

- THE IDOLM@STER SHINY COLORS SOLO COLLECTION -5thLIVE If I_wings. part2-
  - キャットスクワッド（小宮果穂Ver.） 歌：小宮果穂
  - キャットスクワッド（園田智代子Ver.） 歌：園田智代子
  - キャットスクワッド（西城樹里Ver.） 歌：西城樹里
  - キャットスクワッド（杜野凛世Ver.） 歌：杜野凛世
  - キャットスクワッド（有栖川夏葉Ver.） 歌：有栖川夏葉

VERY BERRY LOVE
作詞：鈴木静那、作曲・編曲：5u5h1
収録作品
- アイドルマスター シャイニーカラーズ - アップデートで追加

収録CD
- THE IDOLM@STER SHINY COLORS PANOR@MA WING 05
  - VERY BERRY LOVE 歌：アルストロメリア

- THE IDOLM@STER SHINY COLORS SOLO COLLECTION -5thLIVE If I_wings. part1-
  - VERY BERRY LOVE（大崎甘奈Ver.） 歌：大崎甘奈
  - VERY BERRY LOVE（大崎甜花Ver.） 歌：大崎甜花
  - VERY BERRY LOVE（桑山千雪Ver.） 歌：桑山千雪

Give me some more...
作詞：鈴木静那、作曲：石黑剛・常楽寺澪、編曲：ArmySlick
収録作品
- アイドルマスター シャイニーカラーズ - アップデートで追加
- アイドルマスター シャイニーカラーズ Song for Prism - アップデートで追加

収録CD
- THE IDOLM@STER SHINY COLORS PANOR@MA WING 05
  - Give me some more... 歌：アルストロメリア

- THE IDOLM@STER SHINY COLORS SOLO COLLECTION -5thLIVE If I_wings. part2-
  - Give me some more...（大崎甘奈Ver.） 歌：大崎甘奈
  - Give me some more...（大崎甜花Ver.） 歌：大崎甜花
  - Give me some more...（桑山千雪Ver.） 歌：桑山千雪

Tracing Defender
作詞：下地悠、作曲・編曲：大西克巳
収録作品
- アイドルマスター シャイニーカラーズ - アップデートで追加

収録CD
- THE IDOLM@STER SHINY COLORS PANOR@MA WING 06
  - Tracing Defender 歌：ストレイライト

- THE IDOLM@STER SHINY COLORS SOLO COLLECTION -5thLIVE If I_wings. part1-
  - Tracing Defender（芹沢あさひVer.） 歌：芹沢あさひ
  - Tracing Defender（黛冬優子Ver.） 歌：黛冬優子
  - Tracing Defender（和泉愛依Ver.） 歌：和泉愛依

Overdrive Emotion
作詞：下地悠、作曲・編曲：日比野裕史
収録作品
- アイドルマスター シャイニーカラーズ - アップデートで追加

収録CD
- THE IDOLM@STER SHINY COLORS PANOR@MA WING 06
  - Overdrive Emotion 歌：ストレイライト

- THE IDOLM@STER SHINY COLORS SOLO COLLECTION -5thLIVE If I_wings. part2-
  - Overdrive Emotion（芹沢あさひVer.） 歌：芹沢あさひ
  - Overdrive Emotion（黛冬優子Ver.） 歌：黛冬優子
  - Overdrive Emotion（和泉愛依Ver.） 歌：和泉愛依

Catch the Breeze
作詞：秋浦智裕、作曲・編曲：NA.ZU.NA
収録作品
- アイドルマスター シャイニーカラーズ - アップデートで追加
- アイドルマスター シャイニーカラーズ Song for Prism - アップデートで追加

収録CD
- THE IDOLM@STER SHINY COLORS PANOR@MA WING 07
  - Catch the Breeze 歌：ノクチル

- THE IDOLM@STER SHINY COLORS SOLO COLLECTION -5thLIVE If I_wings. part1-
  - Catch the Breeze（浅倉透Ver.） 歌：浅倉透
  - Catch the Breeze（樋口円香Ver.） 歌：樋口円香
  - Catch the Breeze（福丸小糸Ver.） 歌：福丸小糸
  - Catch the Breeze（市川雛菜Ver.） 歌：市川雛菜

アスファルトを鳴らして
作詞：秋浦智裕、作曲・編曲：鈴谷皆人
収録作品
- アイドルマスター シャイニーカラーズ - アップデートで追加
- アイドルマスター シャイニーカラーズ Song for Prism - アップデートで追加

収録CD
- THE IDOLM@STER SHINY COLORS PANOR@MA WING 07
  - アスファルトを鳴らして 歌：ノクチル

- THE IDOLM@STER SHINY COLORS SOLO COLLECTION -5thLIVE If I_wings. part2-
  - アスファルトを鳴らして（浅倉透Ver.） 歌：浅倉透
  - アスファルトを鳴らして（樋口円香Ver.） 歌：樋口円香
  - アスファルトを鳴らして（福丸小糸Ver.） 歌：福丸小糸
  - アスファルトを鳴らして（市川雛菜Ver.） 歌：市川雛菜

Fashionable
作詞：Co-sho、作曲：Stand Alone・小久保祐希・YHEL、編曲：Stand Alone
収録作品
- アイドルマスター シャイニーカラーズ - アップデートで追加
- アイドルマスター シャイニーカラーズ Song for Prism - アップデートで追加

収録CD
- THE IDOLM@STER SHINY COLORS PANOR@MA WING 08
  - Fashionable 歌：シーズ

- THE IDOLM@STER SHINY COLORS SOLO COLLECTION -5thLIVE If I_wings. part1-
  - Fashionable（七草にちかVer.） 歌：七草にちか
  - Fashionable（緋田美琴Ver.） 歌：緋田美琴

Bouncy Girl
作詞：Co-sho、作曲：石黑剛・常楽寺澪、編曲：石黑剛
収録作品
- アイドルマスター シャイニーカラーズ - アップデートで追加

収録CD
- THE IDOLM@STER SHINY COLORS PANOR@MA WING 08
  - Bouncy Girl 歌：シーズ

- THE IDOLM@STER SHINY COLORS SOLO COLLECTION -5thLIVE If I_wings. part2-
  - Bouncy Girl（七草にちかVer.） 歌：七草にちか
  - Bouncy Girl（緋田美琴Ver.） 歌：緋田美琴

### 『B☆Health』収録曲
283体操
作詞：小田桐ゆうき、作曲・編曲：フワリ（Dream Monster）
収録CD
- THE IDOLM@STER SHINY COLORS B☆Health
  - 283体操 歌：八宮めぐる・月岡恋鐘・西城樹里・桑山千雪・芹沢あさひ・福丸小糸・七草にちか

シャイニーエクササイズ
作詞・作曲・編曲：橘亮祐・篠崎あやと
収録CD
- THE IDOLM@STER SHINY COLORS B☆Health
  - シャイニーエクササイズ 歌：八宮めぐる・月岡恋鐘・西城樹里・桑山千雪・芹沢あさひ・福丸小糸・七草にちか

### 『“CANVAS”』収録曲
Forward March!!!
作詞：渡邊亜希子、作曲・編曲：佐々倉有吾
収録作品
- アイドルマスター シャイニーカラーズ - アップデートで追加

収録CD
- THE IDOLM@STER SHINY COLORS “CANVAS” 01
  - Forward March!!! 歌：イルミネーションスターズ

- THE IDOLM@STER SHINY COLORS SOLO COLLECTION -6thLIVE TOUR Come and Unite! Part.1-
  - Forward March!!!（櫻木真乃Ver.)　歌：櫻木真乃
  - Forward March!!!（風野灯織Ver.)　歌：風野灯織
  - Forward March!!!（八宮めぐるVer.)　歌：八宮めぐる

星が流れて
作詞：渡邊亜希子、作曲：山田智和、編曲：住谷翔平
収録作品
- アイドルマスター シャイニーカラーズ - アップデートで追加

収録CD
- THE IDOLM@STER SHINY COLORS “CANVAS” 01
  - 星が流れて 歌：イルミネーションスターズ

- THE IDOLM@STER SHINY COLORS SOLO COLLECTION -6thLIVE TOUR Come and Unite! Part.2-
  - 星が流れて（櫻木真乃Ver.)　歌：櫻木真乃
  - 星が流れて（風野灯織Ver.)　歌：風野灯織
  - 星が流れて（八宮めぐるVer.)　歌：八宮めぐる

BRIGHTEST WHITE
作詞：渡邊亜希子、作曲・編曲：草野将史
収録作品
- アイドルマスター シャイニーカラーズ - アップデートで追加

収録CD
- THE IDOLM@STER SHINY COLORS “CANVAS” 01
  - BRIGHTEST WHITE 歌：イルミネーションスターズ

- THE IDOLM@STER SHINY COLORS SOLO COLLECTION -6thLIVE TOUR Come and Unite! Part.3-
  - BRIGHTEST WHITE（櫻木真乃Ver.)　歌：櫻木真乃
  - BRIGHTEST WHITE（風野灯織Ver.)　歌：風野灯織
  - BRIGHTEST WHITE（八宮めぐるVer.)　歌：八宮めぐる

とある英雄たちの物語
作詞：真崎エリカ、作曲・編曲：設楽哲也
収録作品
- アイドルマスター シャイニーカラーズ - アップデートで追加

収録CD
- THE IDOLM@STER SHINY COLORS “CANVAS” 02
  - とある英雄たちの物語 歌：アンティーカ

- THE IDOLM@STER SHINY COLORS SOLO COLLECTION -6thLIVE TOUR Come and Unite! Part.1-
  - とある英雄たちの物語（月岡恋鐘Ver.)　歌：月岡恋鐘
  - とある英雄たちの物語（田中摩美々Ver.)　歌：田中摩美々
  - とある英雄たちの物語（白瀬咲耶Ver.)　歌：白瀬咲耶
  - とある英雄たちの物語（三峰結華Ver.)　歌：三峰結華（希水しお）
  - とある英雄たちの物語（幽谷霧子Ver.)　歌：幽谷霧子

Unsung Heroes
作詞：真崎エリカ、作曲・編曲：原田篤 (Arte Refact)
収録作品
- アイドルマスター シャイニーカラーズ - アップデートで追加

収録CD
- THE IDOLM@STER SHINY COLORS “CANVAS” 02
  - Unsung Heroes 歌：アンティーカ

- THE IDOLM@STER SHINY COLORS SOLO COLLECTION -6thLIVE TOUR Come and Unite! Part.2-
  - Unsung Heroes（月岡恋鐘Ver.)　歌：月岡恋鐘
  - Unsung Heroes（田中摩美々Ver.)　歌：田中摩美々
  - Unsung Heroes（白瀬咲耶Ver.)　歌：白瀬咲耶
  - Unsung Heroes（三峰結華Ver.)　歌：三峰結華（希水しお）
  - Unsung Heroes（幽谷霧子Ver.)　歌：幽谷霧子

有彩色ユリイカ
作詞：真崎エリカ、作曲・編曲：藤井健太郎 (HANO)
収録作品
- アイドルマスター シャイニーカラーズ - アップデートで追加

収録CD
- THE IDOLM@STER SHINY COLORS “CANVAS” 02
  - 有彩色ユリイカ 歌：アンティーカ

- THE IDOLM@STER SHINY COLORS SOLO COLLECTION -6thLIVE TOUR Come and Unite! Part.3-
  - 有彩色ユリイカ（月岡恋鐘Ver.)　歌：月岡恋鐘
  - 有彩色ユリイカ（田中摩美々Ver.)　歌：田中摩美々
  - 有彩色ユリイカ（白瀬咲耶Ver.)　歌：白瀬咲耶
  - 有彩色ユリイカ（三峰結華Ver.)　歌：三峰結華（希水しお）
  - 有彩色ユリイカ（幽谷霧子Ver.)　歌：幽谷霧子

ハナサカサイサイ
作詞：古屋真、作曲・編曲：金山秀士 (Dream Monster)
収録作品
- アイドルマスター シャイニーカラーズ - アップデートで追加

収録CD
- THE IDOLM@STER SHINY COLORS “CANVAS” 03
  - ハナサカサイサイ 歌：放課後クライマックスガールズ

- THE IDOLM@STER SHINY COLORS SOLO COLLECTION -6thLIVE TOUR Come and Unite! Part.1-
  - ハナサカサイサイ（小宮果穂Ver.)　歌：小宮果穂
  - ハナサカサイサイ（園田智代子Ver.)　歌：園田智代子
  - ハナサカサイサイ（西城樹里Ver.)　歌：西城樹里
  - ハナサカサイサイ（杜野凛世Ver.)　歌：杜野凛世
  - ハナサカサイサイ（有栖川夏葉Ver.)　歌：有栖川夏葉

全力アンサー
作詞：古屋真、作曲・編曲：藤井健太郎 (HANO)
収録作品
- アイドルマスター シャイニーカラーズ - アップデートで追加

収録CD
- THE IDOLM@STER SHINY COLORS “CANVAS” 03
  - 全力アンサー 歌：放課後クライマックスガールズ

- THE IDOLM@STER SHINY COLORS SOLO COLLECTION -6thLIVE TOUR Come and Unite! Part.2-
  - 全力アンサー（小宮果穂Ver.)　歌：小宮果穂
  - 全力アンサー（園田智代子Ver.)　歌：園田智代子
  - 全力アンサー（西城樹里Ver.)　歌：西城樹里
  - 全力アンサー（杜野凛世Ver.)　歌：杜野凛世
  - 全力アンサー（有栖川夏葉Ver.)　歌：有栖川夏葉

ひめくりモザイク
作詞：古屋真、作曲・編曲：牧野太洋
収録作品
- アイドルマスター シャイニーカラーズ - アップデートで追加

収録CD
- THE IDOLM@STER SHINY COLORS “CANVAS” 03
  - ひめくりモザイク 歌：放課後クライマックスガールズ

- THE IDOLM@STER SHINY COLORS SOLO COLLECTION -6thLIVE TOUR Come and Unite! Part.3-
  - ひめくりモザイク（小宮果穂Ver.)　歌：小宮果穂
  - ひめくりモザイク（園田智代子Ver.)　歌：園田智代子
  - ひめくりモザイク（西城樹里Ver.)　歌：西城樹里
  - ひめくりモザイク（杜野凛世Ver.)　歌：杜野凛世
  - ひめくりモザイク（有栖川夏葉Ver.)　歌：有栖川夏葉

メッセージ
作詞：鈴木静那、作曲・編曲：amazuti
収録作品
- アイドルマスター シャイニーカラーズ - アップデートで追加

収録CD
- THE IDOLM@STER SHINY COLORS “CANVAS” 04
  - メッセージ 歌：アルストロメリア

- THE IDOLM@STER SHINY COLORS SOLO COLLECTION -6thLIVE TOUR Come and Unite! Part.1-
  - メッセージ（大崎甘奈Ver.)　歌：大崎甘奈
  - メッセージ（大崎甜花Ver.)　歌：大崎甜花
  - メッセージ（桑山千雪Ver.)　歌：桑山千雪

Love Letter
作詞：鈴木静那、作曲：栁沼廉、編曲：ヤナガワタカオ
収録作品
- アイドルマスター シャイニーカラーズ - アップデートで追加

収録CD
- THE IDOLM@STER SHINY COLORS “CANVAS” 04
  - Love Letter 歌：アルストロメリア

- THE IDOLM@STER SHINY COLORS SOLO COLLECTION -6thLIVE TOUR Come and Unite! Part.2-
  - Love Letter（大崎甘奈Ver.)　歌：大崎甘奈
  - Love Letter（大崎甜花Ver.)　歌：大崎甜花
  - Love Letter（桑山千雪Ver.)　歌：桑山千雪

グラデーション
作詞：鈴木静那、作曲：YUU for YOU・Giz'Mo（from Jam9）、編曲：YUU for YOU
収録作品
- アイドルマスター シャイニーカラーズ - アップデートで追加

収録CD
- THE IDOLM@STER SHINY COLORS “CANVAS” 04
  - グラデーション 歌：アルストロメリア

- THE IDOLM@STER SHINY COLORS SOLO COLLECTION -6thLIVE TOUR Come and Unite! Part.3-
  - グラデーション（大崎甘奈Ver.)　歌：大崎甘奈
  - グラデーション（大崎甜花Ver.)　歌：大崎甜花
  - グラデーション（桑山千雪Ver.)　歌：桑山千雪

Imitation Ghost
作詞：下地悠、作曲：本多友紀（Arte Refact）、編曲：脇眞富（Arte Refact）
収録作品
- アイドルマスター シャイニーカラーズ - アップデートで追加

収録CD
- THE IDOLM@STER SHINY COLORS “CANVAS” 05
  - Imitation Ghost 歌：ストレイライト

- THE IDOLM@STER SHINY COLORS SOLO COLLECTION -6thLIVE TOUR Come and Unite! Part.1-
  - Imitation Ghost（芹沢あさひVer.)　歌：芹沢あさひ
  - Imitation Ghost（黛冬優子Ver.)　歌：黛冬優子
  - Imitation Ghost（和泉愛依Ver.)　歌：和泉愛依

BURN BURN
作詞：下地悠、作曲：YUU for YOU、Ryosuke Matsuzaki、編曲：YUU for YOU
収録作品
- アイドルマスター シャイニーカラーズ - アップデートで追加

収録CD
- THE IDOLM@STER SHINY COLORS “CANVAS” 05
  - BURN BURN 歌：ストレイライト

- THE IDOLM@STER SHINY COLORS SOLO COLLECTION -6thLIVE TOUR Come and Unite! Part.2-
  - BURN BURN（芹沢あさひVer.)　歌：芹沢あさひ
  - BURN BURN（黛冬優子Ver.)　歌：黛冬優子
  - BURN BURN（和泉愛依Ver.)　歌：和泉愛依

Start up Stand up
作詞：下地悠、作曲・編曲：amazuti
収録作品
- アイドルマスター シャイニーカラーズ - アップデートで追加

収録CD
- THE IDOLM@STER SHINY COLORS “CANVAS” 05
  - Start up Stand up 歌：ストレイライト

- THE IDOLM@STER SHINY COLORS SOLO COLLECTION -6thLIVE TOUR Come and Unite! Part.3-
  - Start up Stand up（芹沢あさひVer.)　歌：芹沢あさひ
  - Start up Stand up（黛冬優子Ver.)　歌：黛冬優子
  - Start up Stand up（和泉愛依Ver.)　歌：和泉愛依

Reflection
作詞：秋浦智裕、作曲：YUU for YOU・Ryosuke Matsuzaki、編曲：YUU for YOU
収録作品
- アイドルマスター シャイニーカラーズ - アップデートで追加

収録CD
- THE IDOLM@STER SHINY COLORS “CANVAS” 06
  - Reflection 歌：ノクチル

- THE IDOLM@STER SHINY COLORS SOLO COLLECTION -6thLIVE TOUR Come and Unite! Part.1-
  - Reflection（浅倉透Ver.)　歌：浅倉透
  - Reflection（樋口円香Ver.)　歌：樋口円香
  - Reflection（福丸小糸Ver.)　歌：福丸小糸
  - Reflection（市川雛菜Ver.)　歌：市川雛菜

夢が夢じゃなくなるその日まで
作詞：秋浦智裕、作曲・編曲：原田篤（Arte Refact）
収録作品
- アイドルマスター シャイニーカラーズ - アップデートで追加

収録CD
- THE IDOLM@STER SHINY COLORS “CANVAS” 06
  - 夢が夢じゃなくなるその日まで 歌：ノクチル

- THE IDOLM@STER SHINY COLORS SOLO COLLECTION -6thLIVE TOUR Come and Unite! Part.2-
  - 夢が夢じゃなくなるその日まで（浅倉透Ver.)　歌：浅倉透
  - 夢が夢じゃなくなるその日まで（樋口円香Ver.)　歌：樋口円香
  - 夢が夢じゃなくなるその日まで（福丸小糸Ver.)　歌：福丸小糸
  - 夢が夢じゃなくなるその日まで（市川雛菜Ver.)　歌：市川雛菜

青とオレンジ
作曲・編曲：涼木シンジ（KEYTONE）
収録作品
- アイドルマスター シャイニーカラーズ - アップデートで追加

収録CD
- THE IDOLM@STER SHINY COLORS “CANVAS” 06
  - 青とオレンジ 歌：ノクチル

- THE IDOLM@STER SHINY COLORS SOLO COLLECTION -6thLIVE TOUR Come and Unite! Part.3-
  - 青とオレンジ（浅倉透Ver.)　歌：浅倉透
  - 青とオレンジ（樋口円香Ver.)　歌：樋口円香
  - 青とオレンジ（福丸小糸Ver.)　歌：福丸小糸
  - 青とオレンジ（市川雛菜Ver.)　歌：市川雛菜

Forbidden Paradise
作詞：Co-sho、作曲：小久保祐希・Eunsol(1008)・YHEL、編曲：Eunsol(1008)
収録作品
- アイドルマスター シャイニーカラーズ - アップデートで追加
- アイドルマスター シャイニーカラーズ Song for Prism - アップデートで追加

収録CD
- THE IDOLM@STER SHINY COLORS “CANVAS” 07
  - Forbidden Paradise 歌：シーズ

- THE IDOLM@STER SHINY COLORS SOLO COLLECTION -6thLIVE TOUR Come and Unite! Part.1-
  - Forbidden Paradise（七草にちかVer.)　歌：七草にちか
  - Forbidden Paradise（緋田美琴Ver.)　歌：緋田美琴

SWEETEST BITE
作詞：Co-sho、作曲：小久保祐希・YAGO　編曲：YAGO
収録作品
- アイドルマスター シャイニーカラーズ - アップデートで追加

収録CD
- THE IDOLM@STER SHINY COLORS “CANVAS” 07
  - SWEETEST BITE 歌：シーズ

- THE IDOLM@STER SHINY COLORS SOLO COLLECTION -6thLIVE TOUR Come and Unite! Part.2-
  - SWEETEST BITE（七草にちかVer.)　歌：七草にちか
  - SWEETEST BITE（緋田美琴Ver.)　歌：緋田美琴

White Story
作詞：Co-sho、作曲：YUU for YOU・常楽寺澪、編曲：YUU for YOU
収録作品
- アイドルマスター シャイニーカラーズ - アップデートで追加

収録CD
- THE IDOLM@STER SHINY COLORS “CANVAS” 07
  - White Story 歌：シーズ

- THE IDOLM@STER SHINY COLORS SOLO COLLECTION -6thLIVE TOUR Come and Unite! Part.3-
  - White Story（七草にちかVer.)　歌：七草にちか
  - White Story（緋田美琴Ver.)　歌：緋田美琴

無自覚アプリオリ
作詞：出口遼（KEYTONE）、作曲・編曲：涼木シンジ（KEYTONE）
収録作品
- アイドルマスター シャイニーカラーズ - アップデートで追加
- アイドルマスター シャイニーカラーズ Song for Prism - 初期状態から使用可能

収録CD
- THE IDOLM@STER SHINY COLORS “CANVAS” 08
  - 無自覚アプリオリ 歌：コメティック

- THE IDOLM@STER SHINY COLORS SOLO COLLECTION -6thLIVE TOUR Come and Unite! Part.1-
  - 無自覚アプリオリ（斑鳩ルカVer.)　歌：斑鳩ルカ
  - 無自覚アプリオリ（鈴木羽那Ver.)　歌：鈴木羽那
  - 無自覚アプリオリ（郁田はるきVer.)　歌：郁田はるき

くだらないや
作詞：出口遼（KEYTONE）、作曲・編曲：篠崎あやと・橘亮祐
収録作品
- アイドルマスター シャイニーカラーズ - アップデートで追加
- アイドルマスター シャイニーカラーズ Song for Prism - アップデートで追加

収録CD
- THE IDOLM@STER SHINY COLORS “CANVAS” 08
  - くだらないや 歌：コメティック

- THE IDOLM@STER SHINY COLORS SOLO COLLECTION -6thLIVE TOUR Come and Unite! Part.2-
  - くだらないや（斑鳩ルカVer.)　歌：斑鳩ルカ
  - くだらないや（鈴木羽那Ver.)　歌：鈴木羽那
  - くだらないや（郁田はるきVer.)　歌：郁田はるき

平行線の美学
作詞：園田健太郎、作曲・編曲：ねりきり（KEYTONE）
収録作品
- アイドルマスター シャイニーカラーズ - アップデートで追加
- アイドルマスター シャイニーカラーズ Song for Prism - アップデートで追加

収録CD
- THE IDOLM@STER SHINY COLORS “CANVAS” 08
  - 平行線の美学 歌：コメティック

- THE IDOLM@STER SHINY COLORS SOLO COLLECTION -6thLIVE TOUR Come and Unite! Part.3-
  - 平行線の美学（斑鳩ルカVer.)　歌：斑鳩ルカ
  - 平行線の美学（鈴木羽那Ver.)　歌：鈴木羽那
  - 平行線の美学（郁田はるきVer.)　歌：郁田はるき

### 『Shiny Stories』収録曲
Shiny Stories
作詞：松井洋平、作曲・編曲：伊藤和馬（Arte Refact）、歌：櫻木真乃・七草にちか・斑鳩ルカ
「シャイニーカラーズ」5周年記念曲。
収録作品
- アイドルマスター シャイニーカラーズ - アップデートで追加

収録CD
- THE IDOLM@STER SHINY COLORS Shiny Stories
  - Shiny Stories 歌：櫻木真乃・七草にちか・斑鳩ルカ
  - Shiny Stories （櫻木真乃ver.） 歌：櫻木真乃
  - Shiny Stories （七草にちかver.） 歌：七草にちか
  - Shiny Stories （斑鳩ルカver.）歌：斑鳩ルカ

### 『シャイニーPRオファー』収録曲
輝きにかわる
作詞・作曲・編曲：くじら
収録作品
- アイドルマスター シャイニーカラーズ Song for Prism - アップデートで追加

収録CD
- THE IDOLM@STER SHINY COLORS シャイニーPRオファー vol.1
  - 輝きにかわる 歌：大崎甘奈・市川雛菜・田中摩美々
  - 輝きにかわる（大崎甘奈ver.） 歌：大崎甘奈
  - 輝きにかわる（市川雛菜ver.） 歌：市川雛菜
  - 輝きにかわる（田中摩美々ver.） 歌：田中摩美々

ONE STAR
作詞：KOHSHI（FLOW）、作曲・編曲：TAKE（FLOW）
収録作品
- アイドルマスター シャイニーカラーズ Song for Prism - アップデートで追加

収録CD
- THE IDOLM@STER SHINY COLORS シャイニーPRオファー vol.2
  - ONE STAR 歌：小宮果穂・黛冬優子・和泉愛依
  - ONE STAR（小宮果穂ver.） 歌：小宮果穂
  - ONE STAR（黛冬優子ver.） 歌：黛冬優子
  - ONE STAR（和泉愛依ver.） 歌：和泉愛依

GOTCHA
作詞：RYO-Z・ILMARI、作曲・編曲：FUMIYA
収録作品
- アイドルマスター シャイニーカラーズ Song for Prism - アップデートで追加

収録CD
- THE IDOLM@STER SHINY COLORS シャイニーPRオファー vol.3
  - GOTCHA 歌：芹沢あさひ・八宮めぐる・西城樹里
  - GOTCHA（芹沢あさひver.） 歌：芹沢あさひ
  - GOTCHA（八宮めぐるver.） 歌：八宮めぐる
  - GOTCHA（西城樹里ver.） 歌：西城樹里

### 『ECHOES』収録曲
Migratory Echoes
作詞：松井洋平（ALL）・渡邉亜希子(01)/真崎エリカ(02)/古屋真(03)/鈴木静那(04)/下地悠(05)/秋浦智裕(06)/Co-sho(07)/Soflan Daichi(08)、作曲：ヤナガワタカオ、編曲：三好啓太(01)/原田篤（Arte Refact）(02)/YUU for YOU(03)/森本貴大(04)/大西克巳（Blue Bird's Nest）(05)/脇眞冨（Arte Refact）(06)/Eunsol（1008）(07)/涼木シンジ（KEYTONE）(08)/APAZZI(09)
収録CD
- THE IDOLM@STER SHINY COLORS ECHOES 01
  - Migratory Echoes（イルミネーションスターズVer.） 歌：イルミネーションスターズ

- THE IDOLM@STER SHINY COLORS ECHOES 02
  - Migratory Echoes（アンティーカVer.） 歌：アンティーカ

- THE IDOLM@STER SHINY COLORS ECHOES 03
  - Migratory Echoes（放課後クライマックスガールズVer.） 歌：放課後クライマックスガールズ

- THE IDOLM@STER SHINY COLORS ECHOES 04
  - Migratory Echoes（アルストロメリアVer.） 歌：アルストロメリア

- THE IDOLM@STER SHINY COLORS ECHOES 05
  - Migratory Echoes（ストレイライトVer.） 歌：ストレイライト

- THE IDOLM@STER SHINY COLORS ECHOES 06
  - Migratory Echoes（ノクチルVer.） 歌：ノクチル

- THE IDOLM@STER SHINY COLORS ECHOES 07
  - Migratory Echoes（シーズVer.） 歌：シーズ

- THE IDOLM@STER SHINY COLORS ECHOES 08
  - Migratory Echoes（コメティックVer.） 歌：コメティック

- THE IDOLM@STER SHINY COLORS ECHOES 09
  - Migratory Echoes 歌：シャイニーカラーズ

- THE IDOLM@STER SHINY COLORS SOLO COLLECTION -7th UNITLIVE TOUR 円環 -Halo around- part3-
  - Migratory Echoes (イルミネーションスターズVer.) （櫻木真乃Ver.）歌：櫻木真乃
  - Migratory Echoes (イルミネーションスターズVer.) （風野灯織Ver.）歌：風野灯織
  - Migratory Echoes (イルミネーションスターズVer.) （八宮めぐるVer.）歌：八宮めぐる
  - Migratory Echoes (アンティーカVer.) （月岡恋鐘Ver.）歌：月岡恋鐘
  - Migratory Echoes (アンティーカVer.) （田中摩美々Ver.）歌：田中摩美々
  - Migratory Echoes (アンティーカVer.) （白瀬咲耶Ver.）歌：白瀬咲耶
  - Migratory Echoes (アンティーカVer.) （三峰結華Ver.）歌：三峰結華（希水しお）
  - Migratory Echoes (アンティーカVer.) （幽谷霧子Ver.）歌：幽谷霧子
  - Migratory Echoes（放課後クライマックスガールズVer.） （小宮果穂Ver.）歌：小宮果穂
  - Migratory Echoes（放課後クライマックスガールズVer.） （園田智代子Ver.）歌：園田智代子
  - Migratory Echoes（放課後クライマックスガールズVer.） （西城樹里Ver.）歌：西城樹里
  - Migratory Echoes（放課後クライマックスガールズVer.） （杜野凛世Ver.）歌：杜野凛世
  - Migratory Echoes（放課後クライマックスガールズVer.） （有栖川夏葉Ver.）歌：有栖川夏葉
  - Migratory Echoes (アルストロメリアVer.) （大崎甘奈Ver.）歌：大崎甘奈
  - Migratory Echoes (アルストロメリアVer.) （大崎甜花Ver.）歌：大崎甜花
  - Migratory Echoes (アルストロメリアVer.) （桑山千雪Ver.）歌：桑山千雪
  - Migratory Echoes (ストレイライトVer.) （芹沢あさひVer.）歌：芹沢あさひ
  - Migratory Echoes (ストレイライトVer.) （黛冬優子Ver.）歌：黛冬優子
  - Migratory Echoes (ストレイライトVer.) （和泉愛依Ver.）歌：和泉愛依
  - Migratory Echoes (ノクチルVer.) （浅倉透Ver.）歌：浅倉透
  - Migratory Echoes (ノクチルVer.) （樋口円香Ver.）歌：樋口円香
  - Migratory Echoes (ノクチルVer.) （福丸小糸Ver.）歌：福丸小糸
  - Migratory Echoes (ノクチルVer.) （市川雛菜Ver.）歌：市川雛菜
  - Migratory Echoes (シーズVer.) （七草にちかVer.）歌：七草にちか
  - Migratory Echoes (シーズVer.) （緋田美琴Ver.）歌：緋田美琴
  - Migratory Echoes (コメティックVer.) （斑鳩ルカVVer.）歌：斑鳩ルカ
  - Migratory Echoes (コメティックVer.) （鈴木羽那Ver.）歌：鈴木羽那
  - Migratory Echoes (コメティックVer.) （郁田はるきVer.）歌：郁田はるき

STARRY PLACE
作詞：渡邊亜希子、作曲：YUU for YOU・Ryosuke Matsuzaki、編曲：YUU for YOU
収録作品
- アイドルマスター シャイニーカラーズ - アップデートで追加

収録CD
- THE IDOLM@STER SHINY COLORS ECHOES 01
  - STARRY PLACE 歌：イルミネーションスターズ

- THE IDOLM@STER SHINY COLORS SOLO COLLECTION -7th UNITLIVE TOUR 円環 -Halo around- part1-
  - STARRY PLACE（櫻木真乃Ver.）歌：櫻木真乃
  - STARRY PLACE（風野灯織Ver.）歌：風野灯織
  - STARRY PLACE（八宮めぐるVer.）歌：八宮めぐる

晴れのちバルーン
作詞：渡邊亜希子、作曲・編曲：三好啓太
収録作品
- アイドルマスター シャイニーカラーズ - アップデートで追加

収録CD
- THE IDOLM@STER SHINY COLORS ECHOES 01
  - 晴れのちバルーン 歌：イルミネーションスターズ

- THE IDOLM@STER SHINY COLORS SOLO COLLECTION -7th UNITLIVE TOUR 円環 -Halo around- part2-
  - 晴れのちバルーン（櫻木真乃Ver.）歌：櫻木真乃
  - 晴れのちバルーン（風野灯織Ver.）歌：風野灯織
  - 晴れのちバルーン（八宮めぐるVer.）歌：八宮めぐる

文明開花輪舞 -シティ・ハレルヤ-
作詞：真崎エリカ、作曲・編曲：藤井健太郎（HANO）
収録作品
- アイドルマスター シャイニーカラーズ - アップデートで追加

収録CD
- THE IDOLM@STER SHINY COLORS ECHOES 02
  - 文明開花輪舞 -シティ・ハレルヤ- 歌：アンティーカ

- THE IDOLM@STER SHINY COLORS SOLO COLLECTION -7th UNITLIVE TOUR 円環 -Halo around- part1-
  - 文明開花輪舞 -シティ・ハレルヤ-（月岡恋鐘Ver.）歌：月岡恋鐘
  - 文明開花輪舞 -シティ・ハレルヤ-（田中摩美々Ver.）歌：田中摩美々
  - 文明開花輪舞 -シティ・ハレルヤ-（白瀬咲耶Ver.）歌：白瀬咲耶
  - 文明開花輪舞 -シティ・ハレルヤ-（三峰結華Ver.）歌：三峰結華（希水しお）
  - 文明開花輪舞 -シティ・ハレルヤ-（幽谷霧子Ver.）歌：幽谷霧子

秋の終わり、僕の記憶
作詞：真崎エリカ、作曲：ArmySlick・Giz'Mo（from Jam9）、編曲：ArmySlick
収録作品
- アイドルマスター シャイニーカラーズ - アップデートで追加

収録CD
- THE IDOLM@STER SHINY COLORS ECHOES 02
  - 秋の終わり、僕の記憶 歌：アンティーカ

- THE IDOLM@STER SHINY COLORS SOLO COLLECTION -7th UNITLIVE TOUR 円環 -Halo around- part2-
  - 秋の終わり、僕の記憶（月岡恋鐘Ver.）歌：月岡恋鐘
  - 秋の終わり、僕の記憶（田中摩美々Ver.）歌：田中摩美々
  - 秋の終わり、僕の記憶（白瀬咲耶Ver.）歌：白瀬咲耶
  - 秋の終わり、僕の記憶（三峰結華Ver.）歌：三峰結華（希水しお）
  - 秋の終わり、僕の記憶（幽谷霧子Ver.）歌：幽谷霧子

放課後マギア
作詞：古屋真、作曲・編曲：金山秀士（Dream Monster）
収録作品
- アイドルマスター シャイニーカラーズ - アップデートで追加

収録CD
- THE IDOLM@STER SHINY COLORS ECHOES 03
  - 放課後マギア 歌：放課後クライマックスガールズ

- THE IDOLM@STER SHINY COLORS SOLO COLLECTION -7th UNITLIVE TOUR 円環 -Halo around- part1-
  - 放課後マギア（小宮果穂Ver.）歌：小宮果穂
  - 放課後マギア（園田智代子Ver.）歌：園田智代子
  - 放課後マギア（西城樹里Ver.）歌：西城樹里
  - 放課後マギア（杜野凛世Ver.）歌：杜野凛世
  - 放課後マギア（有栖川夏葉Ver.）歌：有栖川夏葉

パーティーマジックデザイナー
作詞：古屋真、作曲・編曲：牧野太洋
収録作品
- アイドルマスター シャイニーカラーズ - アップデートで追加

収録CD
- THE IDOLM@STER SHINY COLORS ECHOES 03
  - パーティーマジックデザイナー 歌：放課後クライマックスガールズ

- THE IDOLM@STER SHINY COLORS SOLO COLLECTION -7th UNITLIVE TOUR 円環 -Halo around- part2-
  - パーティーマジックデザイナー（小宮果穂Ver.）歌：小宮果穂
  - パーティーマジックデザイナー（園田智代子Ver.）歌：園田智代子
  - パーティーマジックデザイナー（西城樹里Ver.）歌：西城樹里
  - パーティーマジックデザイナー（杜野凛世Ver.）歌：杜野凛世
  - パーティーマジックデザイナー（有栖川夏葉Ver.）歌：有栖川夏葉

アスタラブビスタ
作詞：鈴木静那、作曲・編曲：OzaShin
収録作品
- アイドルマスター シャイニーカラーズ - アップデートで追加

収録CD
- THE IDOLM@STER SHINY COLORS ECHOES 04
  - アスタラブビスタ 歌：アルストロメリア

- THE IDOLM@STER SHINY COLORS SOLO COLLECTION -7th UNITLIVE TOUR 円環 -Halo around- part1-
  - アスタラブビスタ（大崎甘奈Ver.） 歌：大崎甘奈
  - アスタラブビスタ（大崎甜花Ver.）歌：大崎甜花
  - アスタラブビスタ（桑山千雪Ver.）歌：桑山千雪

DAYDREAM LOVE
作詞：鈴木静那、作曲・編曲：篠崎あやと、橘亮佑
収録作品
- アイドルマスター シャイニーカラーズ - アップデートで追加

収録CD
- THE IDOLM@STER SHINY COLORS ECHOES 04
  - DAYDREAM LOVE 歌：アルストロメリア

- THE IDOLM@STER SHINY COLORS SOLO COLLECTION -7th UNITLIVE TOUR 円環 -Halo around- part2-
  - DAYDREAM LOVE（大崎甘奈Ver.） 歌：大崎甘奈
  - DAYDREAM LOVE（大崎甜花Ver.）歌：大崎甜花
  - DAYDREAM LOVE（桑山千雪Ver.）歌：桑山千雪

Cyber Parkour
作詞：下地悠、作曲・編曲：GAK-amazuti-
収録作品
- アイドルマスター シャイニーカラーズ - アップデートで追加

収録CD
- THE IDOLM@STER SHINY COLORS ECHOES 05
  - Cyber Parkour 歌：ストレイライト

- THE IDOLM@STER SHINY COLORS SOLO COLLECTION -7th UNITLIVE TOUR 円環 -Halo around- part1-
  - Cyber Parkour（芹沢あさひVer.）歌：芹沢あさひ
  - Cyber Parkour（黛冬優子Ver.）歌：黛冬優子
  - Cyber Parkour（和泉愛依Ver.）歌：和泉愛依

LIVE LIVE LIVE!
作詞：下地悠、作曲・編曲：GAK-amazuti-
収録作品
- アイドルマスター シャイニーカラーズ - アップデートで追加

収録CD
- THE IDOLM@STER SHINY COLORS ECHOES 05
  - LIVE LIVE LIVE! 歌：ストレイライト

- THE IDOLM@STER SHINY COLORS SOLO COLLECTION -7th UNITLIVE TOUR 円環 -Halo around- part2-
  - LIVE LIVE LIVE!（芹沢あさひVer.）歌：芹沢あさひ
  - LIVE LIVE LIVE!（黛冬優子Ver.）歌：黛冬優子
  - LIVE LIVE LIVE!（和泉愛依Ver.）歌：和泉愛依

いつかのキミへ
作詞：秋浦智裕、作曲・編曲：原田篤（Arte Refact）
収録作品
- アイドルマスター シャイニーカラーズ - アップデートで追加

収録CD
- THE IDOLM@STER SHINY COLORS ECHOES 06
  - いつかのキミへ 歌：ノクチル

- THE IDOLM@STER SHINY COLORS SOLO COLLECTION -7th UNITLIVE TOUR 円環 -Halo around- part1-
  - いつかのキミへ（浅倉透Ver.）歌：浅倉透
  - いつかのキミへ（樋口円香Ver.）歌：樋口円香
  - いつかのキミへ（福丸小糸Ver.）歌：福丸小糸
  - いつかのキミへ（市川雛菜Ver.）歌：市川雛菜

365日のストーリー
作詞：秋浦智裕、作曲・編曲：湯原聡史（KEYTONE）
収録作品
- アイドルマスター シャイニーカラーズ - アップデートで追加

収録CD
- THE IDOLM@STER SHINY COLORS ECHOES 06
  - 365日のストーリー 歌：ノクチル

- THE IDOLM@STER SHINY COLORS SOLO COLLECTION -7th UNITLIVE TOUR 円環 -Halo around- part2-
  - 365日のストーリー（浅倉透Ver.）歌：浅倉透
  - 365日のストーリー（樋口円香Ver.）歌：樋口円香
  - 365日のストーリー（福丸小糸Ver.）歌：福丸小糸
  - 365日のストーリー（市川雛菜Ver.）歌：市川雛菜

Monochromatic
作詞：Co-sho、作曲：小久保祐希・Eunsol（1008）・YHEL、編曲：Eunsol（1008）
収録作品
- アイドルマスター シャイニーカラーズ - アップデートで追加

収録CD
- THE IDOLM@STER SHINY COLORS ECHOES 07
  - Monochromatic 歌：シーズ

- THE IDOLM@STER SHINY COLORS SOLO COLLECTION -7th UNITLIVE TOUR 円環 -Halo around- part1-
  - Monochromatic（七草にちかVer.）歌：七草にちか
  - Monochromatic（緋田美琴Ver.）歌：緋田美琴

Snowflake
作詞：Co-sho、作曲：小久保祐希・石黑剛・YHEL、編曲：石黑剛
収録作品
- アイドルマスター シャイニーカラーズ - アップデートで追加

収録CD
- THE IDOLM@STER SHINY COLORS ECHOES 07
  - Snowflake 歌：シーズ

- THE IDOLM@STER SHINY COLORS SOLO COLLECTION -7th UNITLIVE TOUR 円環 -Halo around- part2-
  - Snowflake（七草にちかVer.）歌：七草にちか
  - Snowflake（緋田美琴Ver.）歌：緋田美琴

泥濘鳴鳴
作詞：出口遼、作曲：ArmySlick・常楽寺澪、編曲：篠崎あやと・橘亮佑・ArmySlick
収録作品
- アイドルマスター シャイニーカラーズ - アップデートで追加
- アイドルマスター シャイニーカラーズ Song for Prism - アップデートで追加

収録CD
- THE IDOLM@STER SHINY COLORS ECHOES 08
  - 泥濘鳴鳴 歌：コメティック

- THE IDOLM@STER SHINY COLORS SOLO COLLECTION -7th UNITLIVE TOUR 円環 -Halo around- part1-
  - 泥濘鳴鳴（斑鳩ルカVVer.）歌：斑鳩ルカ
  - 泥濘鳴鳴（鈴木羽那Ver.）歌：鈴木羽那
  - 泥濘鳴鳴（郁田はるきVer.）歌：郁田はるき

Clean.Clean up
作詞：園田健太郎、作曲・編曲：清田直人
収録作品
- アイドルマスター シャイニーカラーズ - アップデートで追加

収録CD
- THE IDOLM@STER SHINY COLORS ECHOES 08
  - Clean.Clean up 歌：コメティック

- THE IDOLM@STER SHINY COLORS SOLO COLLECTION -7th UNITLIVE TOUR 円環 -Halo around- part2-
  - Clean.Clean up（斑鳩ルカVVer.）歌：斑鳩ルカ
  - Clean.Clean up（鈴木羽那Ver.）歌：鈴木羽那
  - Clean.Clean up（郁田はるきVer.）歌：郁田はるき

### 『"円環-Halo around-"』収録曲
Pioneer Impact
作詞：真崎エリカ、作曲・編曲：ねりきり (KEYTONE)
収録CD
- THE IDOLM@STER SHINY COLORS “円環 -Halo around-” 01
  - Pioneer Impact 歌：アンティーカ×シーズ

ブレイク・アウト・セレンディピティ
作詞：真崎エリカ、作曲：ペロ・YUU for YOU、編曲：藤永龍太郎 (Elements Garden)
収録作品
- アイドルマスター シャイニーカラーズ - アップデートで追加

収録CD
- THE IDOLM@STER SHINY COLORS “円環 -Halo around-” 01
  - ブレイク・アウト・セレンディピティ 歌：アンティーカ

Break Chain
作詞：Co-sho、作曲・編曲：橘亮祐・篠崎あやと
収録CD
- THE IDOLM@STER SHINY COLORS “円環 -Halo around-” 01
  - Break Chain 歌：シーズ

迅雷鉄火
作詞：古屋真、作曲：藤井健太郎、編曲：藤井健太郎・牧野太洋
収録CD
- THE IDOLM@STER SHINY COLORS “円環 -Halo around-” 02
  - 迅雷鉄火 歌：放課後クライマックスガールズ×ストレイライト

進路は超銀河
作詞：古屋真、作曲：ねりきり (KEYTONE)、編曲：菊池博人・ねりきり (KEYTONE)
収録CD
- THE IDOLM@STER SHINY COLORS “円環 -Halo around-” 02
  - 進路は超銀河 歌：放課後クライマックスガールズ

GET OVER
作詞：下地悠、作曲：ペロ・YUU for YOU、編曲：GAK-amazuti-
収録CD
- THE IDOLM@STER SHINY COLORS “円環 -Halo around-” 02
  - GET OVER 歌：ストレイライト

リフレインブレイン
作詞：出口遼、作曲・編曲：三好啓太・大竹智之
収録CD
- THE IDOLM@STER SHINY COLORS “円環 -Halo around-” 03
  - リフレインブレイン 歌：アルストロメリア×コメティック

ルピラ
作詞：鈴木静那、作曲：YOSHIHIRO (KEYTONE)、編曲：清水"カルロス"宥人 (KEYTONE)
収録CD
- THE IDOLM@STER SHINY COLORS “円環 -Halo around-” 03
  - ルピラ 歌：アルストロメリア

似セ者
作詞：Soflan Daichi、作曲・編曲：ねりきり (KEYTONE)
収録CD
- THE IDOLM@STER SHINY COLORS “円環 -Halo around-” 03
  - 似セ者 歌：コメティック

## アニメ関連楽曲

### 『アイドルマスター シャイニーカラーズ』関連楽曲
ツバサグラビティ
作詞：こだまさおり、作曲・編曲：山口朗彦
アニメ『アイドルマスター シャイニーカラーズ』の第1期主題歌。
収録作品
- GAME SIZE
  - アイドルマスター シャイニーカラーズ Song for Prism - シリアルコードで追加

収録CD
- THE IDOLM@STER SHINY COLORS ツバサグラビティ
  - ツバサグラビティ 歌：シャイニーカラーズ
  - ツバサグラビティ（イルミネーションスターズVer.） 歌：イルミネーションスターズ
  - ツバサグラビティ（アンティーカVer.） 歌：アンティーカ
  - ツバサグラビティ（放課後クライマックスガールズVer.） 歌：放課後クライマックスガールズ
  - ツバサグラビティ（アルストロメリアVer.） 歌：アルストロメリア

- THE iDOLM@STER SHINY COLORS SOLO COLLECTION -Beyond the Blue sky part.1-
  - ツバサグラビティ（櫻木真乃Ver.） 歌：櫻木真乃
  - ツバサグラビティ（風野灯織Ver.） 歌：風野灯織
  - ツバサグラビティ（八宮めぐるVer.） 歌：八宮めぐる
  - ツバサグラビティ（月岡恋鐘Ver.） 歌：月岡恋鐘
  - ツバサグラビティ（田中摩美々Ver.） 歌：田中摩美々
  - ツバサグラビティ（白瀬咲耶Ver.） 歌：白瀬咲耶
  - ツバサグラビティ（三峰結華Ver.） 歌：三峰結華（希水しお）
  - ツバサグラビティ（幽谷霧子Ver.） 歌：幽谷霧子
  - ツバサグラビティ（小宮果穂Ver.） 歌：小宮果穂
  - ツバサグラビティ（園田智代子Ver.） 歌：園田智代子
  - ツバサグラビティ（西城樹里Ver.） 歌：西城樹里
  - ツバサグラビティ（杜野凛世Ver.） 歌：杜野凛世
  - ツバサグラビティ（有栖川夏葉Ver.） 歌：有栖川夏葉
  - ツバサグラビティ（大崎甘奈Ver.） 歌：大崎甘奈
  - ツバサグラビティ（大崎甜花Ver.） 歌：大崎甜花
  - ツバサグラビティ（桑山千雪Ver.） 歌：桑山千雪

想像のつばさ
作詞：前田甘露、作曲・編曲：高田暁
アニメ『アイドルマスター シャイニーカラーズ』の第1期1話挿入歌。
収録CD
- アニメ『アイドルマスター シャイニーカラーズ』Blu-ray特装版同梱オリジナルサウンドトラック
  - 想像のつばさ 歌：櫻木真乃

プリズムフレア
作詞：こだまさおり、作曲：ヒゲドライバー、編曲：Powerless
アニメ『アイドルマスター シャイニーカラーズ』の第2期主題歌。
- GAME SIZE
  - アイドルマスター シャイニーカラーズ Song for Prism - アップデートで追加

収録CD
- THE IDOLM@STER SHINY COLORS プリズムフレア
  - プリズムフレア 歌：シャイニーカラーズ
  - プリズムフレア（イルミネーションスターズVer.） 歌：イルミネーションスターズ
  - プリズムフレア（アンティーカVer.） 歌：アンティーカ
  - プリズムフレア（放課後クライマックスガールズVer.） 歌：放課後クライマックスガールズ
  - プリズムフレア（アルストロメリアVer.） 歌：アルストロメリア
  - プリズムフレア（ストレイライトVer.） 歌：ストレイライト

- THE IDOLM@STER SHINY COLORS 2nd season 主題歌アルバム「Over the prism」（初回限定版）
  - プリズムフレア -23 colors- 歌：シャイニーカラーズ
  - プリズムフレア（ノクチルVer.） 歌：ノクチル

- アニメ『アイドルマスター シャイニーカラーズ 2nd season』Blu-ray特装版同梱オリジナルサウンドトラック
  - プリズムフレア -25 colors- 歌：シャイニーカラーズ
  - プリズムフレア（シーズVer.） 歌：シーズ

- THE IDOLM@STER SHINY COLORS SOLO COLLECTION -2nd season LIVE Over the prism part1-
  - プリズムフレア（櫻木真乃Ver.） 歌：櫻木真乃
  - プリズムフレア（風野灯織Ver.） 歌：風野灯織
  - プリズムフレア（八宮めぐるVer.） 歌：八宮めぐる
  - プリズムフレア（月岡恋鐘Ver.） 歌：月岡恋鐘
  - プリズムフレア（田中摩美々Ver.） 歌：田中摩美々
  - プリズムフレア（白瀬咲耶Ver.） 歌：白瀬咲耶
  - プリズムフレア（三峰結華Ver.） 歌：三峰結華（希水しお）
  - プリズムフレア（幽谷霧子Ver.） 歌：幽谷霧子
  - プリズムフレア（小宮果穂Ver.） 歌：小宮果穂
  - プリズムフレア（園田智代子Ver.） 歌：園田智代子
  - プリズムフレア（西城樹里Ver.） 歌：西城樹里
  - プリズムフレア（杜野凛世Ver.） 歌：杜野凛世
  - プリズムフレア（有栖川夏葉Ver.） 歌：有栖川夏葉
  - プリズムフレア（大崎甘奈Ver.） 歌：大崎甘奈
  - プリズムフレア（大崎甜花Ver.） 歌：大崎甜花
  - プリズムフレア（桑山千雪Ver.） 歌：桑山千雪
  - プリズムフレア（芹沢あさひVer.） 歌：芹沢あさひ
  - プリズムフレア（黛冬優子Ver.） 歌：黛冬優子
  - プリズムフレア（和泉愛依Ver.） 歌：和泉愛依
  - プリズムフレア（浅倉透Ver.） 歌：浅倉透
  - プリズムフレア（樋口円香Ver.） 歌：樋口円香
  - プリズムフレア（福丸小糸Ver.） 歌：福丸小糸
  - プリズムフレア（市川雛菜Ver.） 歌：市川雛菜

ねぇ、ねぇ、ねぇ
作詞：渡邊亜希子、作曲・編曲：塚田耕平
アニメ『アイドルマスター シャイニーカラーズ』の第2期4話挿入歌。
収録作品
- アイドルマスター シャイニーカラーズ Song for Prism - アップデートで追加

収録CD
- THE IDOLM@STER SHINY COLORS 2nd season ハロウィンアルバム『Happy Surprise Trick!』
  - ねぇ、ねぇ、ねぇ 歌：櫻木真乃・幽谷霧子・園田智代子・桑山千雪・黛冬優子

- THE IDOLM@STER SHINY COLORS SOLO COLLECTION -2nd season LIVE Over the prism part3-
  - ねぇ、ねぇ、ねぇ（櫻木真乃Ver.） 歌：櫻木真乃
  - ねぇ、ねぇ、ねぇ（幽谷霧子Ver.） 歌：幽谷霧子
  - ねぇ、ねぇ、ねぇ（園田智代子Ver.） 歌：園田智代子
  - ねぇ、ねぇ、ねぇ（桑山千雪Ver.） 歌：桑山千雪
  - ねぇ、ねぇ、ねぇ（黛冬優子Ver.） 歌：黛冬優子

OPEN the New world
作詞：下地悠、作曲：本多友紀（Arte Refact）、編曲：水野谷怜（Arte Refact）
アニメ『アイドルマスター シャイニーカラーズ』の第2期4話挿入歌。
収録作品
- アイドルマスター シャイニーカラーズ Song for Prism - アップデートで追加

収録CD
- THE IDOLM@STER SHINY COLORS 2nd season ハロウィンアルバム『Happy Surprise Trick!』
  - OPEN the New world 歌：風野灯織・月岡恋鐘・有栖川夏葉・芹沢あさひ

- THE IDOLM@STER SHINY COLORS SOLO COLLECTION -2nd season LIVE Over the prism part3-
  - OPEN the New world（風野灯織Ver.） 歌：風野灯織
  - OPEN the New world（月岡恋鐘Ver.） 歌：月岡恋鐘
  - OPEN the New world（有栖川夏葉Ver.） 歌：有栖川夏葉
  - OPEN the New world（芹沢あさひVer.） 歌：芹沢あさひ

Midnight parade!
作詞：真崎エリカ、作曲：本多友紀（Arte Refact）、編曲：本多友紀、河合泰志（Arte Refact）
アニメ『アイドルマスター シャイニーカラーズ』の第2期4話挿入歌。
収録作品
- アイドルマスター シャイニーカラーズ Song for Prism - アップデートで追加

収録CD
- THE IDOLM@STER SHINY COLORS 2nd season ハロウィンアルバム『Happy Surprise Trick!』
  - Midnight parade! 歌：田中摩美々・白瀬咲耶・杜野凛世・大崎甜花・和泉愛依

- THE IDOLM@STER SHINY COLORS SOLO COLLECTION -2nd season LIVE Over the prism part3-
  - Midnight parade!（田中摩美々Ver.） 歌：田中摩美々
  - Midnight parade!（白瀬咲耶Ver.） 歌：白瀬咲耶
  - Midnight parade!（杜野凛世Ver.） 歌：杜野凛世
  - Midnight parade!（大崎甜花Ver.） 歌：大崎甜花
  - Midnight parade!（和泉愛依Ver.） 歌：和泉愛依

CANDY UNIVERSE
作詞：古屋真、作曲・編曲：ats-
アニメ『アイドルマスター シャイニーカラーズ』の第2期4話挿入歌。
収録作品
- アイドルマスター シャイニーカラーズ Song for Prism - アップデートで追加

収録CD
- THE IDOLM@STER SHINY COLORS 2nd season ハロウィンアルバム『Happy Surprise Trick!』
  - CANDY UNIVERSE 歌：八宮めぐる・三峰結華（希水しお）・小宮果穂・西城樹里・大崎甘奈

- THE IDOLM@STER SHINY COLORS SOLO COLLECTION -2nd season LIVE Over the prism part3-
  - CANDY UNIVERSE（八宮めぐるVer.） 歌：八宮めぐる
  - CANDY UNIVERSE（三峰結華Ver.） 歌：三峰結華（希水しお）
  - CANDY UNIVERSE（小宮果穂Ver.） 歌：小宮果穂
  - CANDY UNIVERSE（西城樹里Ver.） 歌：西城樹里
  - CANDY UNIVERSE（大崎甘奈Ver.） 歌：大崎甘奈

Poisen Berry Daughters
作詞：古屋真、作曲：小久保祐希・石黑剛、編曲：佐々倉有吾
アニメ『アイドルマスター シャイニーカラーズ』の第2期4話エンディングテーマ。
収録作品
- アイドルマスター シャイニーカラーズ Song for Prism - アップデートで追加

収録CD
- THE IDOLM@STER SHINY COLORS 2nd season ハロウィンアルバム『Happy Surprise Trick!』
  - Poisen Berry Daughters 歌：シャイニーカラーズ

- THE IDOLM@STER SHINY COLORS SOLO COLLECTION -2nd season LIVE Over the prism part4-
  - Poisen Berry Daughters（櫻木真乃Ver.） 歌：櫻木真乃
  - Poisen Berry Daughters（風野灯織Ver.） 歌：風野灯織
  - Poisen Berry Daughters（八宮めぐるVer.） 歌：八宮めぐる
  - Poisen Berry Daughters（月岡恋鐘Ver.） 歌：月岡恋鐘
  - Poisen Berry Daughters（田中摩美々Ver.） 歌：田中摩美々
  - Poisen Berry Daughters（白瀬咲耶Ver.） 歌：白瀬咲耶
  - Poisen Berry Daughters（三峰結華Ver.） 歌：三峰結華（希水しお）
  - Poisen Berry Daughters（幽谷霧子Ver.） 歌：幽谷霧子
  - Poisen Berry Daughters（小宮果穂Ver.） 歌：小宮果穂
  - Poisen Berry Daughters（園田智代子Ver.） 歌：園田智代子
  - Poisen Berry Daughters（西城樹里Ver.） 歌：西城樹里
  - Poisen Berry Daughters（杜野凛世Ver.） 歌：杜野凛世
  - Poisen Berry Daughters（有栖川夏葉Ver.） 歌：有栖川夏葉
  - Poisen Berry Daughters（大崎甘奈Ver.） 歌：大崎甘奈
  - Poisen Berry Daughters（大崎甜花Ver.） 歌：大崎甜花
  - Poisen Berry Daughters（桑山千雪Ver.） 歌：桑山千雪
  - Poisen Berry Daughters（芹沢あさひVer.） 歌：芹沢あさひ
  - Poisen Berry Daughters（黛冬優子Ver.） 歌：黛冬優子
  - Poisen Berry Daughters（和泉愛依Ver.） 歌：和泉愛依

橙より未来
作詞：真崎エリカ、作曲・編曲：めんま
アニメ『アイドルマスター シャイニーカラーズ』の第2期7話エンディングテーマ。
収録作品
- アイドルマスター シャイニーカラーズ Song for Prism - アップデートで追加

収録CD
- THE IDOLM@STER SHINY COLORS 2nd season 主題歌アルバム「Over the prism」
  - 橙より未来 歌：アンティーカ

- THE IDOLM@STER SHINY COLORS SOLO COLLECTION -2nd season LIVE Over the prism part2-
  - 橙より未来（月岡恋鐘Ver.） 歌：月岡恋鐘
  - 橙より未来（田中摩美々Ver.） 歌：田中摩美々
  - 橙より未来（白瀬咲耶Ver.） 歌：白瀬咲耶
  - 橙より未来（三峰結華Ver.） 歌：三峰結華（希水しお）
  - 橙より未来（幽谷霧子Ver.） 歌：幽谷霧子

With you
作詞：鈴木静那、作曲：石黑剛・常楽寺澪、編曲：石黑剛
アニメ『アイドルマスター シャイニーカラーズ』の第2期8話エンディングテーマ。
収録作品
- アイドルマスター シャイニーカラーズ Song for Prism - アップデートで追加

収録CD
- THE IDOLM@STER SHINY COLORS 2nd season 主題歌アルバム「Over the prism」
  - With you 歌：アルストロメリア

- THE IDOLM@STER SHINY COLORS SOLO COLLECTION -2nd season LIVE Over the prism part2-
  - With you（大崎甘奈Ver.） 歌：大崎甘奈
  - With you（大崎甜花Ver.） 歌：大崎甜花
  - With you（桑山千雪Ver.） 歌：桑山千雪

Future Designer
作詞：下地悠、作曲：本多友紀、編曲：水野谷怜
アニメ『アイドルマスター シャイニーカラーズ』の第2期9話エンディングテーマ。
収録作品
- アイドルマスター シャイニーカラーズ Song for Prism - アップデートで追加

収録CD
- THE IDOLM@STER SHINY COLORS 2nd season 主題歌アルバム「Over the prism」
  - Future Designer 歌：ストレイライト

- THE IDOLM@STER SHINY COLORS SOLO COLLECTION -2nd season LIVE Over the prism part2-
  - Future Designer（芹沢あさひVer.） 歌：芹沢あさひ
  - Future Designer（黛冬優子Ver.） 歌：黛冬優子
  - Future Designer（和泉愛依Ver.） 歌：和泉愛依

さあ舞い上がれ
作詞：古屋真、作曲・編曲：金山秀士
アニメ『アイドルマスター シャイニーカラーズ』の第2期10話エンディングテーマ。
収録作品
- アイドルマスター シャイニーカラーズ Song for Prism - アップデートで追加

収録CD
- THE IDOLM@STER SHINY COLORS 2nd season 主題歌アルバム「Over the prism」
  - さあ舞い上がれ 歌：放課後クライマックスガールズ

- THE IDOLM@STER SHINY COLORS SOLO COLLECTION -2nd season LIVE Over the prism part2-
  - さあ舞い上がれ（小宮果穂Ver.） 歌：小宮果穂
  - さあ舞い上がれ（園田智代子Ver.） 歌：園田智代子
  - さあ舞い上がれ（西城樹里Ver.） 歌：西城樹里
  - さあ舞い上がれ（杜野凛世Ver.） 歌：杜野凛世
  - さあ舞い上がれ（有栖川夏葉Ver.） 歌：有栖川夏葉

未来へのSign
作詞：秋浦智裕、作曲：HaTo、編曲：石倉誉之
アニメ『アイドルマスター シャイニーカラーズ』の第2期11話エンディングテーマ。
収録作品
- アイドルマスター シャイニーカラーズ Song for Prism - アップデートで追加

収録CD
- THE IDOLM@STER SHINY COLORS 2nd season 主題歌アルバム「Over the prism」
  - 未来へのSign 歌：ノクチル

- THE IDOLM@STER SHINY COLORS SOLO COLLECTION -2nd season LIVE Over the prism part2-
  - 未来へのSign（浅倉透Ver.） 歌：浅倉透
  - 未来へのSign（樋口円香Ver.） 歌：樋口円香
  - 未来へのSign（福丸小糸Ver.） 歌：福丸小糸
  - 未来へのSign（市川雛菜Ver.） 歌：市川雛菜

星の数だけ
作詞：渡邊亜希子、作曲・編曲：南田健吾 (agehasprings Party)
アニメ『アイドルマスター シャイニーカラーズ』の第2期12話挿入歌。
収録作品
- アイドルマスター シャイニーカラーズ Song for Prism - アップデートで追加

収録CD
- THE IDOLM@STER SHINY COLORS 2nd season 主題歌アルバム「Over the prism」
  - 星の数だけ 歌：イルミネーションスターズ

- THE IDOLM@STER SHINY COLORS SOLO COLLECTION -2nd season LIVE Over the prism part2-
  - 星の数だけ（櫻木真乃Ver.） 歌：櫻木真乃
  - 星の数だけ（風野灯織Ver.） 歌：風野灯織
  - 星の数だけ（八宮めぐるVer.） 歌：八宮めぐる

## ゲーム関連楽曲

### 『Song for Prism』収録曲
星の声
作詞・作曲・編曲：秋浦智裕
『Song for Prism』テーマ曲。
収録作品
- GAME SIZE
  - アイドルマスター シャイニーカラーズ Song for Prism

収録CD
- フルバージョン
  - THE IDOLM@STER SHINY COLORS Song for Prism 星の声
    - 星の声 歌：シャイニーカラーズ

- Game Size
  - THE IDOLM@STER SHINY COLORS Song for Prism 星の声
    - 星の声（Game Size） 歌：シャイニーカラーズ

裸足じゃイラレナイ
作詞：古屋真、作曲・編曲：ats-
『Song for Prism』のイベント配信楽曲。
収録作品
- Game Size
  - アイドルマスター シャイニーカラーズ Song for Prism - イベント配信

収録CD
- フルバージョン
  - THE IDOLM@STER SHINY COLORS Song for Prism 裸足じゃイラレナイ / 明日もBeautiful Day
    - 裸足じゃイラレナイ 歌：放課後クライマックスガールズ

  - THE IDOLM@STER SHINY COLORS SOLO COLLECTION -6.5th Anniversary LIVE “Chapter 283”-
    - 裸足じゃイラレナイ（小宮果穂Ver.） 歌：小宮果穂
    - 裸足じゃイラレナイ（園田智代子Ver.） 歌：園田智代子
    - 裸足じゃイラレナイ（西城樹里Ver.） 歌：西城樹里
    - 裸足じゃイラレナイ（杜野凛世Ver.） 歌：杜野凛世
    - 裸足じゃイラレナイ（有栖川夏葉Ver.） 歌：有栖川夏葉

- Game Size
  - THE IDOLM@STER SHINY COLORS Song for Prism 裸足じゃイラレナイ / 明日もBeautiful Day
    - 裸足じゃイラレナイ（Game Size） 歌：放課後クライマックスガールズ

明日もBeautiful Day
作詞：鈴木静那、作曲：丸山真由子 (Blue Bird's Nest)、編曲：清水武仁 (Blue Bird's Nest)
『Song for Prism』のイベント配信楽曲。
収録作品
- Game Size
  - アイドルマスター シャイニーカラーズ Song for Prism - イベント配信

収録CD
- フルバージョン
  - THE IDOLM@STER SHINY COLORS Song for Prism 裸足じゃイラレナイ / 明日もBeautiful Day
    - 明日もBeautiful Day 歌：アルストロメリア

  - THE IDOLM@STER SHINY COLORS SOLO COLLECTION -6.5th Anniversary LIVE “Chapter 283”-
    - 明日もBeautiful Day（大崎甘奈Ver.） 歌：大崎甘奈
    - 明日もBeautiful Day（大崎甜花Ver.） 歌：大崎甜花
    - 明日もBeautiful Day（桑山千雪Ver.） 歌：桑山千雪

- Game Size
  - THE IDOLM@STER SHINY COLORS Song for Prism 裸足じゃイラレナイ / 明日もBeautiful Day
    - 明日もBeautiful Day（Game Size） 歌：アルストロメリア

ハナムケのハナタバ
作詞・作曲・編曲：園田健太郎
『Song for Prism』のイベント配信楽曲。
収録作品
- Game Size
  - アイドルマスター シャイニーカラーズ Song for Prism - イベント配信

収録CD
- フルバージョン
  - THE IDOLM@STER SHINY COLORS Song for Prism ハナムケのハナタバ / 青空
    - ハナムケのハナタバ 歌：コメティック

  - THE IDOLM@STER SHINY COLORS SOLO COLLECTION -6.5th Anniversary LIVE “Chapter 283”-
    - ハナムケのハナタバ（斑鳩ルカVer.） 歌：斑鳩ルカ
    - ハナムケのハナタバ（鈴木羽那Ver.） 歌：鈴木羽那
    - ハナムケのハナタバ（郁田はるきVer.） 歌：郁田はるき

- Game Size
  - THE IDOLM@STER SHINY COLORS Song for Prism ハナムケのハナタバ / 青空
    - ハナムケのハナタバ（Game Size） 歌：コメティック

青空
作詞：秋浦智裕、作曲・編曲：渡辺徹 (Blue Bird's Nest)
『Song for Prism』のイベント配信楽曲。
収録作品
- Game Size
  - アイドルマスター シャイニーカラーズ Song for Prism - イベント配信

収録CD
- フルバージョン
  - THE IDOLM@STER SHINY COLORS Song for Prism ハナムケのハナタバ / 青空
    - 青空 歌：ノクチル

  - THE IDOLM@STER SHINY COLORS SOLO COLLECTION -6.5th Anniversary LIVE “Chapter 283”-
    - 青空（浅倉透Ver.） 歌：浅倉透
    - 青空（樋口円香Ver.） 歌：樋口円香
    - 青空（福丸小糸Ver.） 歌：福丸小糸
    - 青空（市川雛菜Ver.） 歌：市川雛菜

- Game Size
  - THE IDOLM@STER SHINY COLORS Song for Prism ハナムケのハナタバ / 青空
    - 青空（Game Size） 歌：ノクチル

Happier
作詞：Co-sho、作曲・編曲：YUU for YOU・Ryosuke Matsuzaki
『Song for Prism』のイベント配信楽曲。
収録作品
- Game Size
  - アイドルマスター シャイニーカラーズ Song for Prism - イベント配信

収録CD
- フルバージョン
  - THE IDOLM@STER SHINY COLORS Song for Prism Happier / 枕木の歌
    - Happier 歌：シーズ

  - THE IDOLM@STER SHINY COLORS SOLO COLLECTION -6.5th Anniversary LIVE “Chapter 283”-
    - Happier（七草にちかVer.） 歌：七草にちか
    - Happier（緋田美琴Ver.） 歌：緋田美琴

- Game Size
  - THE IDOLM@STER SHINY COLORS Song for Prism Happier / 枕木の歌
    - Happier（Game Size） 歌：シーズ

枕木の歌
作詞：渡邊亜希子、作曲：石黑剛・小久保祐希、編曲：石黑剛
『Song for Prism』のイベント配信楽曲。
収録作品
- Game Size
  - アイドルマスター シャイニーカラーズ Song for Prism - イベント配信

収録CD
- フルバージョン
  - THE IDOLM@STER SHINY COLORS Song for Prism Happier / 枕木の歌
    - 枕木の歌 歌：イルミネーションスターズ

  - THE IDOLM@STER SHINY COLORS SOLO COLLECTION -6.5th Anniversary LIVE “Chapter 283”-
    - 枕木の歌（櫻木真乃Ver.） 歌：櫻木真乃
    - 枕木の歌（風野灯織Ver.） 歌：風野灯織
    - 枕木の歌（八宮めぐるVer.） 歌：八宮めぐる

- Game Size
  - THE IDOLM@STER SHINY COLORS Song for Prism Happier / 枕木の歌
    - 枕木の歌（Game Size） 歌：イルミネーションスターズ

時限式狂騒ワンダーランド
作詞：真崎エリカ、作曲・編曲：河田貴央
『Song for Prism』のイベント配信楽曲。
収録作品
- Game Size
  - アイドルマスター シャイニーカラーズ Song for Prism - イベント配信

収録CD
- フルバージョン
  - THE IDOLM@STER SHINY COLORS Song for Prism 時限式狂騒ワンダーランド / LINKs
    - 時限式狂騒ワンダーランド 歌：アンティーカ

  - THE IDOLM@STER SHINY COLORS SOLO COLLECTION -6.5th Anniversary LIVE “Chapter 283”-
    - 時限式狂騒ワンダーランド（月岡恋鐘Ver.） 歌：月岡恋鐘
    - 時限式狂騒ワンダーランド（田中摩美々Ver.） 歌：田中摩美々
    - 時限式狂騒ワンダーランド（白瀬咲耶Ver.） 歌：白瀬咲耶
    - 時限式狂騒ワンダーランド（三峰結華Ver.） 歌：三峰結華（希水しお）
    - 時限式狂騒ワンダーランド（幽谷霧子Ver.） 歌：幽谷霧子

- Game Size
  - THE IDOLM@STER SHINY COLORS Song for Prism 時限式狂騒ワンダーランド / LINKs
    - 時限式狂騒ワンダーランド（Game Size） 歌：アンティーカ

LINKs
作詞：下地悠、作曲・編曲：本多友紀（Arte Refact）
『Song for Prism』のイベント配信楽曲。
収録作品
- Game Size
  - アイドルマスター シャイニーカラーズ Song for Prism - イベント配信

収録CD
- フルバージョン
  - THE IDOLM@STER SHINY COLORS Song for Prism 時限式狂騒ワンダーランド / LINKs
    - LINKs 歌：ストレイライト

  - THE IDOLM@STER SHINY COLORS SOLO COLLECTION -6.5th Anniversary LIVE “Chapter 283”-
    - LINKs（芹沢あさひVer.） 歌：芹沢あさひ
    - LINKs（黛冬優子Ver.） 歌：黛冬優子
    - LINKs（和泉愛依Ver.） 歌：和泉愛依

- Game Size
  - THE IDOLM@STER SHINY COLORS Song for Prism 時限式狂騒ワンダーランド / LINKs
    - LINKs（Game Size） 歌：ストレイライト

After Run
作詞：Co-sho、作曲：小久保裕希・Eunsol(1008)、編曲：Eunsol(1008)
『Song for Prism』のイベント配信楽曲。
収録作品
- Game Size
  - アイドルマスター シャイニーカラーズ Song for Prism - イベント配信

収録CD
- フルバージョン
  - THE IDOLM@STER SHINY COLORS Song for Prism After Run / mellow mellow
    - After Run 歌：シーズ

- Game Size
  - THE IDOLM@STER SHINY COLORS Song for Prism After Run / mellow mellow
    - After Run（Game Size） 歌：シーズ

mellow mellow
作詞：鈴木静那、作曲：Armyslick・常楽寺澪、編曲：Armyslick
『Song for Prism』のイベント配信楽曲。
収録作品
- Game Size
  - アイドルマスター シャイニーカラーズ Song for Prism - イベント配信

収録CD
- フルバージョン
  - THE IDOLM@STER SHINY COLORS Song for Prism After Run / mellow mellow
    - mellow mellow 歌：アルストロメリア

- Game Size
  - THE IDOLM@STER SHINY COLORS Song for Prism After Run / mellow mellow
    - mellow mellow（Game Size） 歌：アルストロメリア

サマーサマーオーシャンパーリィバケーション
作詞：古屋真、作曲・編曲：NA.ZU.NA
『Song for Prism』のイベント配信楽曲。
収録作品
- Game Size
  - アイドルマスター シャイニーカラーズ Song for Prism - イベント配信

収録CD
- フルバージョン
  - THE IDOLM@STER SHINY COLORS Song for Prism C'mon! Join Us / 愛なView / サマーサマーオーシャンパーリィバケーション
    - サマーサマーオーシャンパーリィバケーション 歌：八宮めぐる・三峰結華（希水しお）・小宮果穂・大崎甜花・黛冬優子・福丸小糸・緋田美琴・郁田はるき

- Game Size
  - THE IDOLM@STER SHINY COLORS Song for Prism C'mon! Join Us / 愛なView / サマーサマーオーシャンパーリィバケーション
    - サマーサマーオーシャンパーリィバケーション（Game Size） 歌：八宮めぐる・三峰結華（希水しお）・小宮果穂・大崎甜花・黛冬優子・福丸小糸・緋田美琴・郁田はるき

Heads or Tails?
作詞：Soflan Daichi、作曲：YUU for YOU・GIz'Mo (from Jam9)、編曲：涼木シンジ (KEYTONE)
『Song for Prism』のイベント配信楽曲。
収録作品
- Game Size
  - アイドルマスター シャイニーカラーズ Song for Prism - イベント配信

収録CD
- フルバージョン
  - THE IDOLM@STER SHINY COLORS Song for Prism Heads or Tails? / グッバイ
    - Heads or Tails? 歌：コメティック

- Game Size
  - THE IDOLM@STER SHINY COLORS Song for Prism Heads or Tails? / グッバイ
    - Heads or Tails?（Game Size） 歌：コメティック

グッバイ
作詞：秋浦智裕、作曲：山田智和、編曲：住谷翔平
『Song for Prism』のイベント配信楽曲。
収録作品
- Game Size
  - アイドルマスター シャイニーカラーズ Song for Prism - イベント配信

収録CD
- フルバージョン
  - THE IDOLM@STER SHINY COLORS Song for Prism Heads or Tails? / グッバイ
    - グッバイ 歌：ノクチル

- Game Size
  - THE IDOLM@STER SHINY COLORS Song for Prism Heads or Tails? / グッバイ
    - グッバイ（Game Size） 歌：ノクチル

Shower of light
作詞：渡邉亜希子、作曲・編曲：三好啓太
『Song for Prism』のイベント配信楽曲。
収録作品
- Game Size
  - アイドルマスター シャイニーカラーズ Song for Prism - イベント配信

収録CD
- フルバージョン
  - THE IDOLM@STER SHINY COLORS Song for Prism Shower of light / 快盗Vを見逃すな
    - Shower of light 歌：イルミネーションスターズ

- Game Size
  - THE IDOLM@STER SHINY COLORS Song for Prism Shower of light / 快盗Vを見逃すな
    - Shower of light（Game Size） 歌：イルミネーションスターズ

C'mon! Join Us
作詞：下地悠、作曲：小久保祐希・YAGO・YHEL、編曲：YUU for YOU・YAGO
『Song for Prism』1周年記念楽曲。
収録作品
- Game Size
  - アイドルマスター シャイニーカラーズ Song for Prism - イベント配信

収録CD
- フルバージョン
  - THE IDOLM@STER SHINY COLORS Song for Prism C'mon! Join Us / 愛なView / サマーサマーオーシャンパーリィバケーション
    - C'mon! Join Us 歌：シャイニーカラーズ

- Game Size
  - THE IDOLM@STER SHINY COLORS Song for Prism C'mon! Join Us / 愛なView / サマーサマーオーシャンパーリィバケーション
    - C'mon! Join Us（Game Size） 歌：シャイニーカラーズ

愛なView
作詞：渡邊亜希子、作曲：原田雄一・奥野涼、編曲：原田雄一
『Song for Prism』のイベント配信楽曲。
収録作品
- Game Size
  - アイドルマスター シャイニーカラーズ Song for Prism - イベント配信

収録CD
- フルバージョン
  - THE IDOLM@STER SHINY COLORS Song for Prism C'mon! Join Us / 愛なView / サマーサマーオーシャンパーリィバケーション
    - 愛なView 歌：シャイニーカラーズ

- Game Size
  - THE IDOLM@STER SHINY COLORS Song for Prism C'mon! Join Us / 愛なView / サマーサマーオーシャンパーリィバケーション
    - 愛なView（Game Size） 歌：シャイニーカラーズ

快盗Vを見逃すな
作詞：古屋真、作曲：常楽寺澪・popopo、編曲：YUU for YOU
『Song for Prism』のイベント配信楽曲。
収録作品
- Game Size
  - アイドルマスター シャイニーカラーズ Song for Prism - イベント配信

収録CD
- フルバージョン
  - THE IDOLM@STER SHINY COLORS Song for Prism Shower of light / 快盗Vを見逃すな
    - 快盗Vを見逃すな 歌：放課後クライマックスガールズ

- Game Size
  - THE IDOLM@STER SHINY COLORS Song for Prism Shower of light / 快盗Vを見逃すな
    - 快盗Vを見逃すな（Game Size） 歌：放課後クライマックスガールズ

Real Mind Shakes
作詞：下地悠、作曲・編曲：本多友紀(Arte Refact)
『Song for Prism』のイベント配信楽曲。
収録作品
- Game Size
  - アイドルマスター シャイニーカラーズ Song for Prism - イベント配信

収録CD
- フルバージョン
  - THE IDOLM@STER SHINY COLORS Song for Prism Real Mind Shakes / THE LAST PRIDE
    - Real Mind Shakes 歌：ストレイライト

- Game Size
  - THE IDOLM@STER SHINY COLORS Song for Prism Real Mind Shakes / THE LAST PRIDE
    - Real Mind Shakes（Game Size） 歌：ストレイライト

THE LAST PRIDE
作詞：真崎エリカ、作曲・編曲：Nika Lenz(Arte Refact)
『Song for Prism』のイベント配信楽曲。
収録作品
- Game Size
  - アイドルマスター シャイニーカラーズ Song for Prism - イベント配信

収録CD
- フルバージョン
  - THE IDOLM@STER SHINY COLORS Song for Prism Real Mind Shakes / THE LAST PRIDE
    - THE LAST PRIDE 歌：アンティーカ

- Game Size
  - THE IDOLM@STER SHINY COLORS Song for Prism Real Mind Shakes / THE LAST PRIDE
    - THE LAST PRIDE（Game Size） 歌：アンティーカ

愛しき日々
作詞：秋浦智裕、作曲・編曲：前口ワタル
『Song for Prism』のイベント配信楽曲。
収録作品
- Game Size
  - アイドルマスター シャイニーカラーズ Song for Prism - イベント配信 歌：ノクチル

収録CD
- フルバージョン
  - THE IDOLM@STER SHINY COLORS Song for Prism 愛しき日々 / Fading Stars / Future Transit / KoiKyun！
    - 愛しき日々 歌：ノクチル

- Game Size
  - THE IDOLM@STER SHINY COLORS Song for Prism 愛しき日々 / Fading Stars / Future Transit / KoiKyun！
    - 愛しき日々（Game Size） 歌：ノクチル

Fading Stars
作詞：Co-sho、作曲：本多友紀(Arte Refact)、編曲：Nika Lenz(Arte Refact)
『Song for Prism』のイベント配信楽曲。
収録作品
- Game Size
  - アイドルマスター シャイニーカラーズ Song for Prism - イベント配信 歌：シーズ

収録CD
- フルバージョン
  - THE IDOLM@STER SHINY COLORS Song for Prism 愛しき日々 / Fading Stars / Future Transit / KoiKyun！
    - Fading Stars 歌：シーズ

- Game Size
  - THE IDOLM@STER SHINY COLORS Song for Prism 愛しき日々 / Fading Stars / Future Transit / KoiKyun！
    - Fading Stars（Game Size） 歌：シーズ

Future Transit
作詞：下地悠、作曲：本多友紀(Arte Refact)、編曲：水野谷怜(Arte Refact)
『Song for Prism』のイベント配信楽曲。
収録作品
- Game Size
  - アイドルマスター シャイニーカラーズ Song for Prism - イベント配信 歌：ストレイライト

収録CD
- フルバージョン
  - THE IDOLM@STER SHINY COLORS Song for Prism 愛しき日々 / Fading Stars / Future Transit / KoiKyun！
    - Future Transit 歌：ストレイライト

- Game Size
  - THE IDOLM@STER SHINY COLORS Song for Prism 愛しき日々 / Fading Stars / Future Transit / KoiKyun！
    - Future Transit（Game Size） 歌：ストレイライト

クローバー
作詞：鈴木静那、作曲・編曲：トミタカズキ(SUPA LOVE)
『Song for Prism』のイベント配信楽曲。
収録作品
- Game Size
  - アイドルマスター シャイニーカラーズ Song for Prism - イベント配信 歌：杜野凛世・大崎甘奈・市川雛菜・七草にちか

KoiKyun！
作詞：渡邊亜希子、作曲：小久保祐希・YUU for YOU、編曲：YUU for YOU
『Song for Prism』のイベント配信楽曲。
収録作品
- Game Size
  - アイドルマスター シャイニーカラーズ Song for Prism - イベント配信 歌：イルミネーションスターズ

収録CD
- フルバージョン
  - THE IDOLM@STER SHINY COLORS Song for Prism 愛しき日々 / Fading Stars / Future Transit / KoiKyun！
    - KoiKyun！ 歌：イルミネーションスターズ

- Game Size
  - THE IDOLM@STER SHINY COLORS Song for Prism 愛しき日々 / Fading Stars / Future Transit / KoiKyun！
    - KoiKyun！（Game Size） 歌：イルミネーションスターズ

Summer Night Paradise
作詞：Co-sho、作曲・編曲：徳田光希・三好啓太
『Song for Prism』のイベント配信楽曲。
収録作品
- Game Size
  - アイドルマスター シャイニーカラーズ Song for Prism - イベント配信 歌：櫻木真乃・田中摩美々・有栖川夏葉・桑山千雪・和泉愛依・樋口円香・緋田美琴・鈴木羽那

## その他の楽曲
ホムラインビテーション
作詞・作曲：涼木シンジ
日清食品「炎メシ」のキャンペーンソングであり、 炎メシとシャイニーカラーズのコラボキャンペーン用により製作された。2023年11月7日にPVが公開。2024年2月23日よりDL配信開始。
収録作品
- アイドルマスター シャイニーカラーズ - アップデートで追加

収録CD
- 日清炎メシ アイドルマスター シャイニーカラーズ CD付き特別BOXセット
  - ホムラインビテーション 歌：ストレイライト・シーズ

1/3
作詞：Soflan Daichi、作曲：本多友紀(Arte Refact)、編曲：水野谷怜(Arte Refact)
2025年1月開催のライブイベント「283 production live performance [liminal;marginal;eternal]」のために書き下ろされた楽曲。
収録作品
- アイドルマスター シャイニーカラーズ - アップデートで追加 歌：斑鳩ルカ
- アイドルマスター シャイニーカラーズ Song for Prism - アップデートで追加 歌：斑鳩ルカ

### ユニットメンバー
1. 1 2  天海春香（中村繪里子）、星井美希（長谷川明子）、如月千早（今井麻美）、高槻やよい（仁後真耶子）、萩原雪歩（浅倉杏美）、菊地真（平田宏美）、双海亜美 / 真美（下田麻美）、水瀬伊織（釘宮理恵）、三浦あずさ（たかはし智秋）、四条貴音（原由実）、我那覇響（沼倉愛美）、秋月律子（若林直美）
2. 1 2 3 4 5 6 7 8 9 10 11 12 13 14 15 16 17 18 19 20 21 22  櫻木真乃（関根瞳）、風野灯織（近藤玲奈）、八宮めぐる（峯田茉優）、月岡恋鐘（礒部花凜）、田中摩美々（菅沼千紗）、白瀬咲耶（八巻アンナ）、三峰結華（希水しお）、幽谷霧子（結名美月）、小宮果穂（河野ひより）、園田智代子（白石晴香）、西城樹里（永井真里子）、杜野凛世（丸岡和佳奈）、有栖川夏葉（涼本あきほ）、大崎甘奈（黒木ほの香）、大崎甜花（前川涼子）、桑山千雪（芝崎典子）、芹沢あさひ（田中有紀）、黛冬優子（幸村恵理）、和泉愛依（北原沙弥香）、浅倉透（和久井優）、樋口円香（土屋李央）、福丸小糸（田嶌紗蘭）、市川雛菜（岡咲美保）、七草にちか（紫月杏朱彩）、緋田美琴（山根綺）、斑鳩ルカ（川口莉奈）、鈴木羽那（三川華月）、郁田はるき（小澤麗那）
3. 1 2 3 4  櫻木真乃（関根瞳）、風野灯織（近藤玲奈）、八宮めぐる（峯田茉優）、月岡恋鐘（礒部花凜）、田中摩美々（菅沼千紗）、白瀬咲耶（八巻アンナ）、三峰結華（成海瑠奈）、幽谷霧子（結名美月）、小宮果穂（河野ひより）、園田智代子（白石晴香）、西城樹里（永井真里子）、杜野凛世（丸岡和佳奈）、有栖川夏葉（涼本あきほ）、大崎甘奈（黒木ほの香）、大崎甜花（前川涼子）、桑山千雪（芝崎典子）
4. 1 2 3 4 5 6 7 8 9 10 11 12 13 14 15 16 17 18 19 20 21 22 23 24 25 26 27 28 29 30 31 32  櫻木真乃（関根瞳）、風野灯織（近藤玲奈）、八宮めぐる（峯田茉優）
5. 1 2 3 4 5 6 7 8 9 10 11 12  月岡恋鐘（礒部花凜）、田中摩美々（菅沼千紗）、白瀬咲耶（八巻アンナ）、三峰結華（成海瑠奈）、幽谷霧子（結名美月）
6. 1 2 3 4 5 6 7 8 9 10 11 12 13 14 15 16 17 18 19 20 21 22 23 24 25 26 27 28 29 30 31  小宮果穂（河野ひより）、園田智代子（白石晴香）、西城樹里（永井真里子）、杜野凛世（丸岡和佳奈）、有栖川夏葉（涼本あきほ）
7. 1 2 3 4 5 6 7 8 9 10 11 12 13 14 15 16 17 18 19 20 21 22 23 24 25 26 27 28 29 30 31  大崎甘奈（黒木ほの香）、大崎甜花（前川涼子）、桑山千雪（芝崎典子）
8. 1 2 3 4 5 6  櫻木真乃（関根瞳）、風野灯織（近藤玲奈）、八宮めぐる（峯田茉優）、月岡恋鐘（礒部花凜）、田中摩美々（菅沼千紗）、白瀬咲耶（八巻アンナ）、三峰結華（成海瑠奈）、幽谷霧子（結名美月）、小宮果穂（河野ひより）、園田智代子（白石晴香）、西城樹里（永井真里子）、杜野凛世（丸岡和佳奈）、有栖川夏葉（涼本あきほ）、大崎甘奈（黒木ほの香）、大崎甜花（前川涼子）、桑山千雪（芝崎典子）、芹沢あさひ（田中有紀）、黛冬優子（幸村恵理）、和泉愛依（北原沙弥香）
9. 1 2 3 4 5 6 7 8 9 10 11 12 13 14 15  櫻木真乃（関根瞳）、風野灯織（近藤玲奈）、八宮めぐる（峯田茉優）、月岡恋鐘（礒部花凜）、田中摩美々（菅沼千紗）、白瀬咲耶（八巻アンナ）、三峰結華（希水しお）、幽谷霧子（結名美月）、小宮果穂（河野ひより）、園田智代子（白石晴香）、西城樹里（永井真里子）、杜野凛世（丸岡和佳奈）、有栖川夏葉（涼本あきほ）、大崎甘奈（黒木ほの香）、大崎甜花（前川涼子）、桑山千雪（芝崎典子）、芹沢あさひ（田中有紀）、黛冬優子（幸村恵理）、和泉愛依（北原沙弥香）、浅倉透（和久井優）、樋口円香（土屋李央）、福丸小糸（田嶌紗蘭）、市川雛菜（岡咲美保）、七草にちか（紫月杏朱彩）、緋田美琴（山根綺）
10. 1 2 3 4 5 6 7 8 9 10 11 12 13 14 15 16 17 18 19 20 21 22 23 24 25 26 27  月岡恋鐘（礒部花凜）、田中摩美々（菅沼千紗）、白瀬咲耶（八巻アンナ）、三峰結華（希水しお）、幽谷霧子（結名美月）
11. 1 2 3 4 5 6 7 8 9 10 11 12 13 14 15 16 17 18 19 20 21 22 23 24 25 26 27 28 29 30 31  芹沢あさひ（田中有紀）、黛冬優子（幸村恵理）、和泉愛依（北原沙弥香）
12. 1 2  櫻木真乃（関根瞳）、風野灯織（近藤玲奈）、八宮めぐる（峯田茉優）、月岡恋鐘（礒部花凜）、田中摩美々（菅沼千紗）、白瀬咲耶（八巻アンナ）、三峰結華（成海瑠奈）、幽谷霧子（結名美月）、小宮果穂（河野ひより）、園田智代子（白石晴香）、西城樹里（永井真里子）、杜野凛世（丸岡和佳奈）、有栖川夏葉（涼本あきほ）、大崎甘奈（黒木ほの香）、大崎甜花（前川涼子）、桑山千雪（芝崎典子）、芹沢あさひ（田中有紀）、黛冬優子（幸村恵理）、和泉愛依（北原沙弥香）、浅倉透（和久井優）、樋口円香（土屋李央）、福丸小糸（田嶌紗蘭）、市川雛菜（岡咲美保）
13. 1 2 3 4 5 6 7 8 9 10 11 12 13 14 15 16 17 18 19 20 21 22 23 24 25  浅倉透（和久井優）、樋口円香（土屋李央）、福丸小糸（田嶌紗蘭）、市川雛菜（岡咲美保）
14. ↑  櫻木真乃（関根瞳）、月岡恋鐘（礒部花凜）、小宮果穂（河野ひより）、園田智代子（白石晴香）、大崎甘奈（黒木ほの香）、芹沢あさひ（田中有紀）、樋口円香（土屋李央）
15. ↑  風野灯織（近藤玲奈）、田中摩美々（菅沼千紗）、三峰結華（成海瑠奈）、幽谷霧子（結名美月）、杜野凛世（丸岡和佳奈）、大崎甜花（前川涼子）、和泉愛依（北原沙弥香）、福丸小糸（田嶌紗蘭）
16. ↑  風野灯織（近藤玲奈）、田中摩美々（菅沼千紗）、三峰結華（希水しお）、幽谷霧子（結名美月）、杜野凛世（丸岡和佳奈）、大崎甜花（前川涼子）、和泉愛依（北原沙弥香）、福丸小糸（田嶌紗蘭）
17. ↑  八宮めぐる（峯田茉優）、白瀬咲耶（八巻アンナ）、西城樹里（永井真里子）、有栖川夏葉（涼本あきほ）、桑山千雪（芝崎典子）、黛冬優子（幸村恵理）、浅倉透（和久井優）、市川雛菜（岡咲美保）
18. 1 2  櫻木真乃（関根瞳）、風野灯織（近藤玲奈）、八宮めぐる（峯田茉優）、月岡恋鐘（礒部花凜）、田中摩美々（菅沼千紗）、白瀬咲耶（八巻アンナ）、三峰結華（成海瑠奈）、幽谷霧子（結名美月）、小宮果穂（河野ひより）、園田智代子（白石晴香）、西城樹里（永井真里子）、杜野凛世（丸岡和佳奈）、有栖川夏葉（涼本あきほ）、大崎甘奈（黒木ほの香）、大崎甜花（前川涼子）、桑山千雪（芝崎典子）、芹沢あさひ（田中有紀）、黛冬優子（幸村恵理）、和泉愛依（北原沙弥香）、浅倉透（和久井優）、樋口円香（土屋李央）、福丸小糸（田嶌紗蘭）、市川雛菜（岡咲美保）、七草にちか（紫月杏朱彩）、緋田美琴（山根綺）
19. 1 2 3 4 5 6 7 8 9 10 11 12 13 14 15 16 17 18 19 20 21 22 23  七草にちか（紫月杏朱彩）、緋田美琴（山根綺）
20. 1 2 3 4 5 6 7 8 9 10 11 12  斑鳩ルカ（川口莉奈）、鈴木羽那（三川華月）、郁田はるき（小澤麗那）
21. ↑  櫻木真乃（関根瞳）、風野灯織（近藤玲奈）、八宮めぐる（峯田茉優）、月岡恋鐘（礒部花凜）、田中摩美々（菅沼千紗）、白瀬咲耶（八巻アンナ）、三峰結華（希水しお）、幽谷霧子（結名美月）、小宮果穂（河野ひより）、園田智代子（白石晴香）、西城樹里（永井真里子）、杜野凛世（丸岡和佳奈）、有栖川夏葉（涼本あきほ）、大崎甘奈（黒木ほの香）、大崎甜花（前川涼子）、桑山千雪（芝崎典子）
22. 1 2  櫻木真乃（関根瞳）、風野灯織（近藤玲奈）、八宮めぐる（峯田茉優）、月岡恋鐘（礒部花凜）、田中摩美々（菅沼千紗）、白瀬咲耶（八巻アンナ）、三峰結華（希水しお）、幽谷霧子（結名美月）、小宮果穂（河野ひより）、園田智代子（白石晴香）、西城樹里（永井真里子）、杜野凛世（丸岡和佳奈）、有栖川夏葉（涼本あきほ）、大崎甘奈（黒木ほの香）、大崎甜花（前川涼子）、桑山千雪（芝崎典子）、芹沢あさひ（田中有紀）、黛冬優子（幸村恵理）、和泉愛依（北原沙弥香）
23. ↑  櫻木真乃（関根瞳）、風野灯織（近藤玲奈）、八宮めぐる（峯田茉優）、月岡恋鐘（礒部花凜）、田中摩美々（菅沼千紗）、白瀬咲耶（八巻アンナ）、三峰結華（希水しお）、幽谷霧子（結名美月）、小宮果穂（河野ひより）、園田智代子（白石晴香）、西城樹里（永井真里子）、杜野凛世（丸岡和佳奈）、有栖川夏葉（涼本あきほ）、大崎甘奈（黒木ほの香）、大崎甜花（前川涼子）、桑山千雪（芝崎典子）、芹沢あさひ（田中有紀）、黛冬優子（幸村恵理）、和泉愛依（北原沙弥香）、浅倉透（和久井優）、樋口円香（土屋李央）、福丸小糸（田嶌紗蘭）、市川雛菜（岡咲美保）